# Transportes na Índia

O en conecta as quatro principais cidades metropolitanas da Índia: Deli (norte), Calcutá (leste), Chennai (sul) e Mumbai (oeste).

Transportes na Índia abrangem os meios de transporte por terra, água e ar. O transporte rodoviário é o principal meio de locomoção para a maioria dos cidadãos indianos, e os sistemas de transporte por rodovias da Índia estão entre os mais utilizados no mundo.
A rede rodoviária da Índia [en] é a segunda maior do mundo, atrás apenas dos Estados Unidos, e uma das mais movimentadas, transportando anualmente 8,225 bilhões de passageiros e mais de 980 milhões de toneladas de carga, conforme dados de 2015. A rede ferroviária indiana é a quarta maior e a segunda mais movimentada do mundo, transportando 8,09 bilhões de passageiros e 1,20 bilhão de toneladas de carga anualmente, conforme dados de 2020. A aviação na Índia [en] divide-se em aviação militar e civil, sendo esta última o mercado de aviação que mais cresce no mundo, segundo dados da AITA. A rede de vias navegáveis da Índia [en], composta por rios, canales, águas de retorno e riachos, é a nona maior do mundo. No entanto, o transporte de carga por vias navegáveis é subutilizado, representando apenas 0,1% do tráfego interno total do país. Segundo o censo de 2011, cerca de 21% das residências possuem veículos de duas rodas, enquanto 4,7% têm carros ou vans. A indústria automotiva indiana [en] está em rápida expansão, com uma produção anual superior a 4,6 milhões de veículos, uma taxa de crescimento anual de 10,5% e uma expectativa de aumento significativo no volume de veículos no futuro.

## Meios de transporte tradicionais

### Caminhada
A caminhada foi um dos principais meios de transporte na antiguidade. As pessoas percorriam longas distâncias a pé ou em carros de boi. Por exemplo, Adi Sankaracharya viajou por toda a Índia a partir de Kalady, perto de Kochi. A caminhada ainda é um meio de transporte importante em áreas rurais. Na cidade de Mumbai, para melhorar as condições de trânsito para pedestres, a Autoridade de Desenvolvimento da Região Metropolitana de Mumbai [en] iniciou a construção de mais de 50 passarelas, como parte do projeto Passarela de Mumbai, que tem sido muito útil para entusiastas da caminhada, ajudando a reduzir o tráfego. A Passarela de Dakshineswar também foi inaugurada em Bengala Ocidental.

### Palanquins

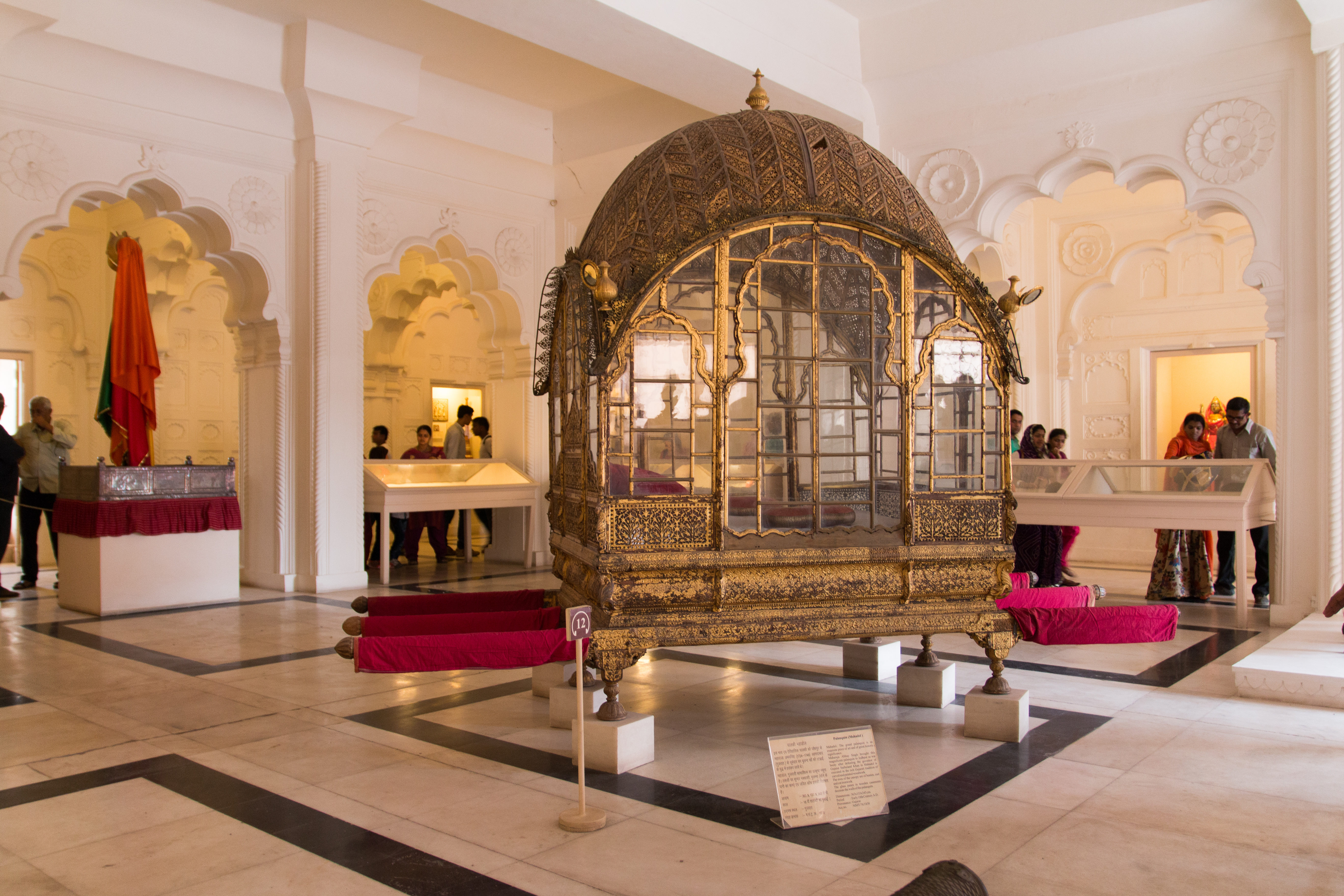
Palanquim real do Forte Mehrangarh.

Os palanquins, também conhecidos como palkis, eram um dos métodos luxuosos usados por ricos e nobres para viajar e transportar divindades. Muitos templos possuem esculturas de deuses sendo carregados em palkis. Hoje, o uso de palanquins é restrito a casamentos indianos [en], peregrinações e ao transporte de ídolos de deuses.

### Carros de boi

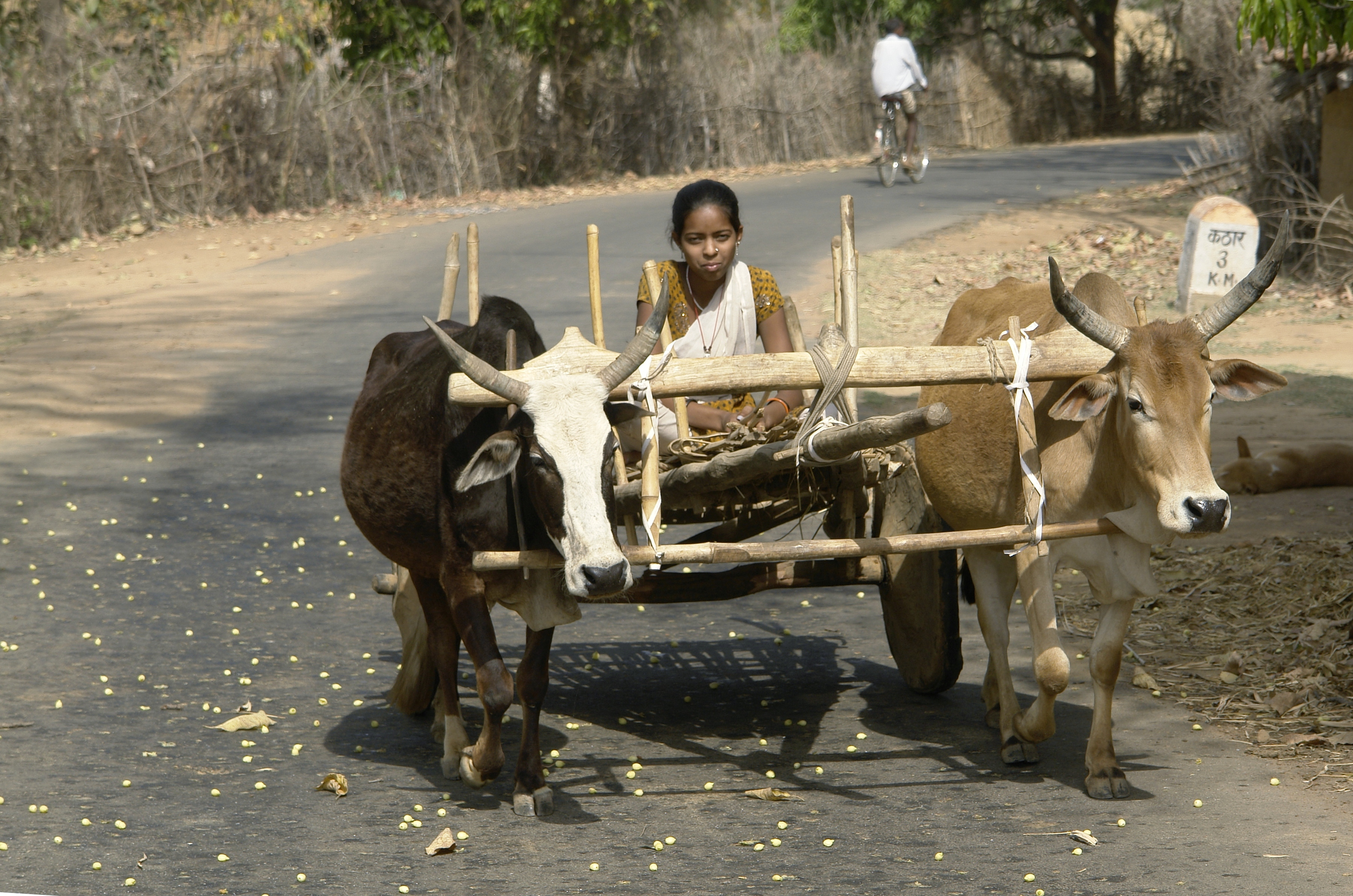
Um carro de boi.

Os carros de boi já foram um meio de transporte comum na Índia, mas hoje são raramente vistos devido à baixa velocidade e ao avanço dos veículos motorizados. Ainda assim, permanecem em uso em áreas rurais mais isoladas para o transporte de mercadorias.

## Bicicletas
As bicicletas, ou simplesmente "ciclos", apresentam taxas de posse que variam entre 30% e 75% nos diferentes estados da Índia. Junto com a caminhada, o ciclismo responde por 50% a 80% das viagens diárias de trabalhadores do setor informal nas áreas urbanas. Nos últimos anos, observa-se um crescente interesse pelo uso de bicicletas nas cidades indianas. Em cidades menores, o transporte não motorizado, que inclui o ciclismo, representa cerca de 50% das viagens realizadas pela classe trabalhadora. Já em grandes centros urbanos como Mumbai, Bengaluru e Deli, esse tipo de transporte corresponde a 35% a 37% do total de deslocamentos. Recentemente, autoridades governamentais em todo o país têm incentivado a criação e o uso de ciclovias separadas nas estradas, visando reduzir a poluição e aliviar o congestionamento no tráfego.

### Riquixás puxados por humanos

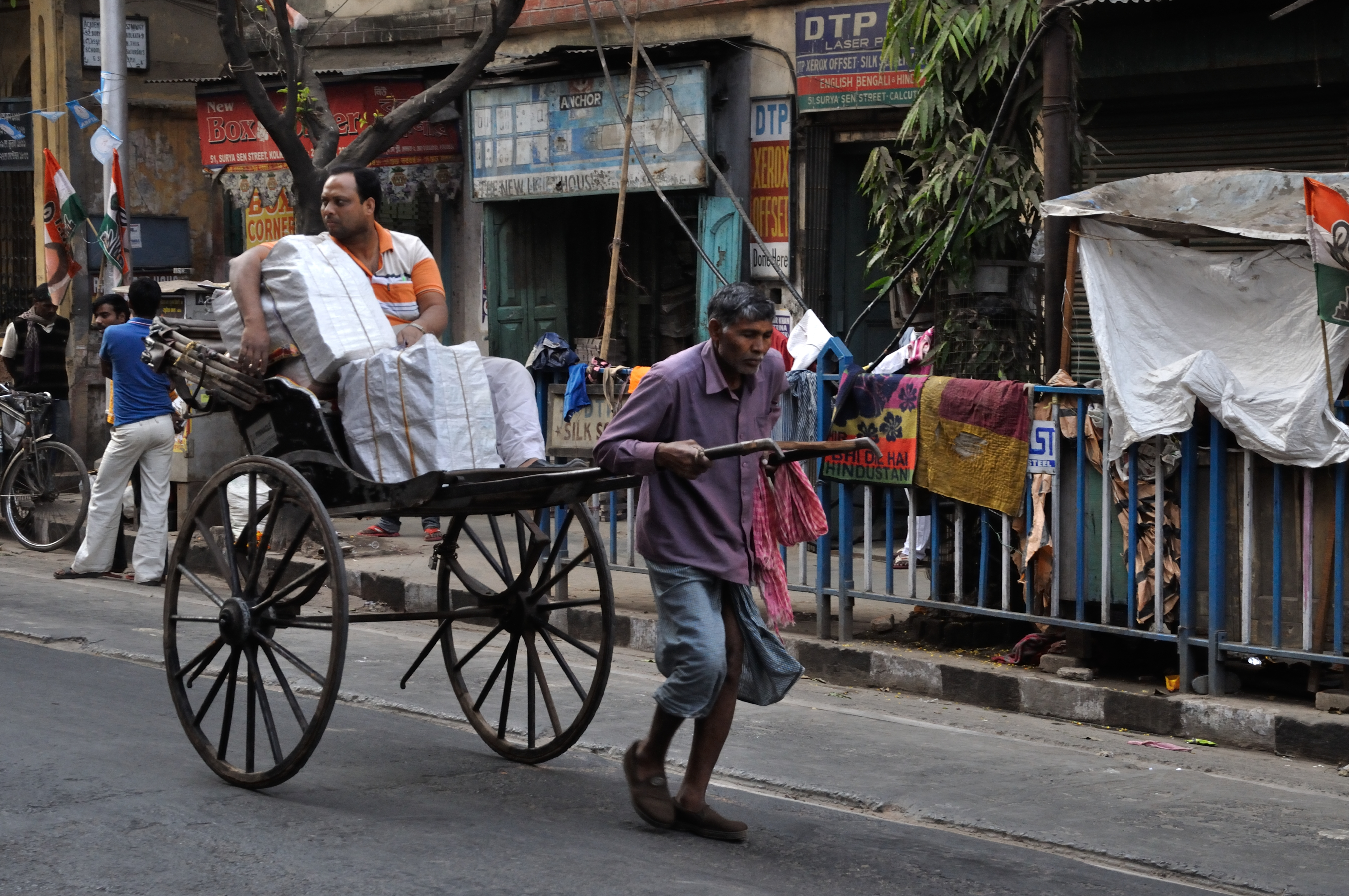
Riquixás puxados por humanos ainda circulam em Calcutá.

Os riquixás puxados por humanos [en] estão cada vez mais raros nas cidades e vilarejos da Índia. Muitos governos locais propuseram a proibição desses veículos, classificando-os como "desumanos". O Governo de Bengala Ocidental [en] sugeriu bani-los em 2005. Embora um projeto de lei, conhecido como "Calcutta Hackney Carriage Bill", tenha sido aprovado pela Assembleia de Bengala Ocidental em 2006 para tratar dessa questão, ele ainda não foi implementado. O Governo de Bengala Ocidental está trabalhando em uma emenda a esse projeto para corrigir falhas expostas após a Associação de Proprietários de Riquixás Puxados por Humanos apresentar uma petição contra a lei.

### Ciclo-riquixá
Os ciclo-riquixá foram introduzidos na Índia na década de 1940. São maiores que um triciclo, com duas pessoas sentadas em um assento elevado na parte traseira, enquanto uma pessoa pedala na frente. No final dos anos 2000, foram proibidos em várias cidades por causarem congestionamentos. Recentemente, a Polícia de Deli [en] apresentou um affidavit contra a circulação de riquixás de pedal para aliviar o tráfego na cidade, mas o pedido foi rejeitado pelo Suprema Corte de Delhi. Além disso, ambientalistas defendem a manutenção dos riquixás de pedal como um meio de transporte não poluente.

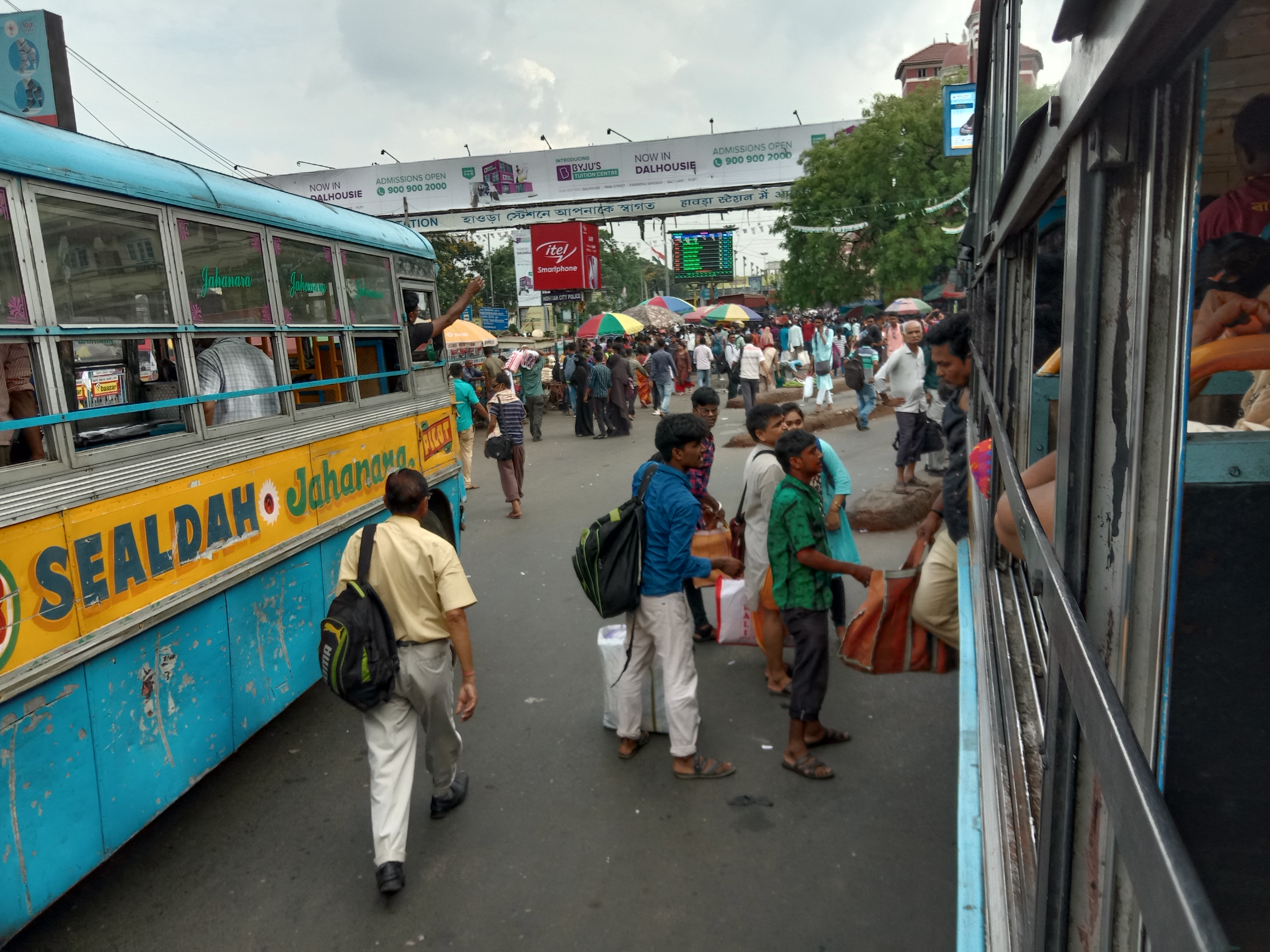
Ônibus públicos próximos à Estação de Howrah durante a Feira do Livro de Calcutá, em Bengala Ocidental.

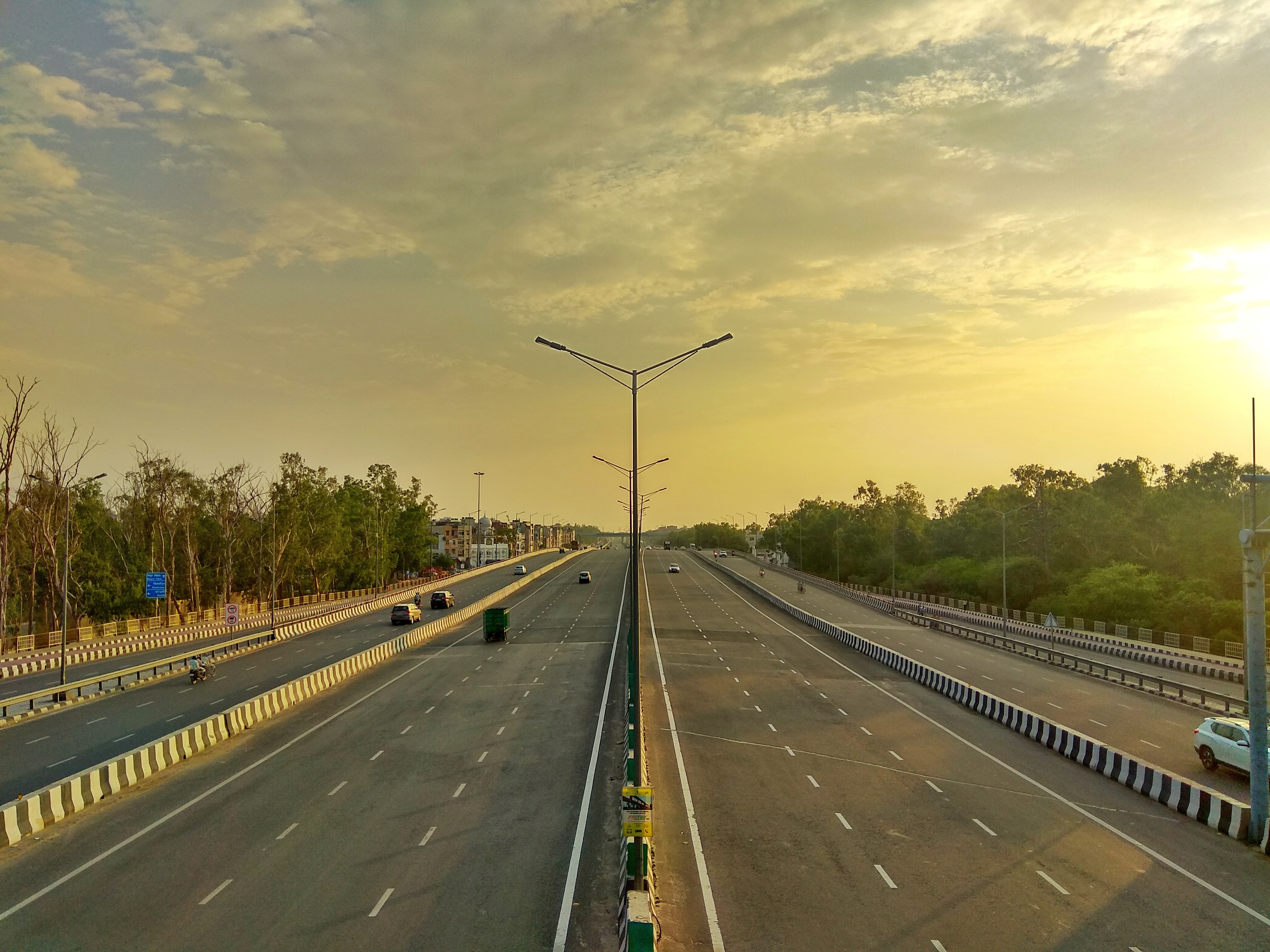
A Autoestrada Deli–Meerut é a mais larga da Índia, com 14 faixas.

## Rodovias

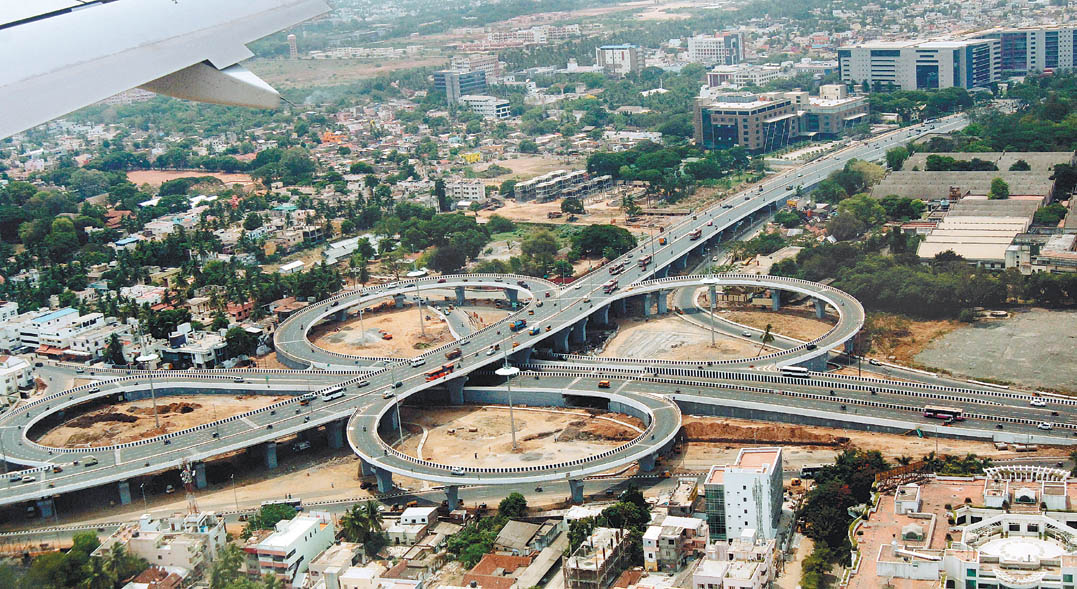
Entroncamento de Kathipara, em Chennai.

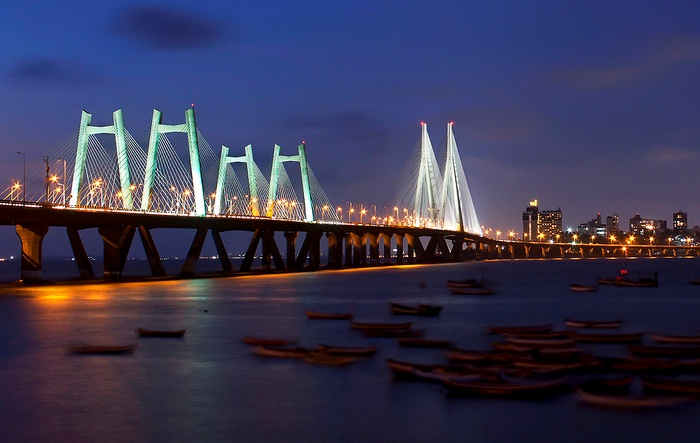
Ponte Bandra-Worli, em Mumbai.

De acordo com estimativas de 2024, a extensão total das rodovias na Índia é de 6 700 000 km (4 200 000 mi), o que torna a rede rodoviária indiana a maior do mundo. Com uma densidade de 0,66 km de rodovia por quilômetro quadrado de terra, a rede da Índia supera a dos Estados Unidos (0,65) e é significativamente maior que a da China (0,16) ou do Brasil (0,20).
A Índia possui uma rede de Rodovias Nacionais [en] que conecta as principais cidades e capitais estaduais, funcionando como a espinha dorsal econômica do país. Em 2024, o total de Rodovias Nacionais era de 146 195 km (90 841 mi), sendo responsável pelo fluxo de 40% dos veículos do país, mesmo representando apenas 2% do total de vias do país. Apesar de contar com uma extensa rede de rodovias de quatro ou mais faixas de padrão internacional, elas não possuem controle de acesso (entrada/saída), sendo classificadas como rodovias comuns, e não autoestradas.
Segundo a Autoridade Nacional de Rodovias da Índia [en], cerca de 66% do transporte de carga e 82% do tráfego de passageiros são realizados por rodovias. As Rodovias Nacionais, embora representem apenas 2% da rede total, suportam cerca de 40% do tráfego rodoviário. Nos últimos anos, o crescimento médio anual do número de veículos tem sido de aproximadamente 10,16%.
Nas grandes cidades indianas, pontes e viadutos têm sido construídos para reduzir o congestionamento. Projetos notáveis incluem a Ponte marítima Bandra-Worli [en] em Mumbai e o Trevo Kathipara [en] em Chennai. Um estudo da Ola Cabs [en] de 2017 revelou que a velocidade média do tráfego intraurbano nas metrópoles indianas foi de 25 km/h (16 mph) em Deli, 20,7 km/h (12,9 mph) em Mumbai, 18,9 km/h (11,7 mph) em Chennai e 19,2 km/h (11,9 mph) em Calcutá.
No âmbito do Projeto de Desenvolvimento de Rodovias Nacionais [en] (NHDP), estão em andamento obras para ampliar as rodovias nacionais para pelo menos quatro faixas, com planos de converter alguns trechos em seis faixas. Nos últimos anos, iniciou-se a construção de um sistema nacional de rodovias de múltiplas faixas, incluindo o Quadrilátero Dourado, que conecta quatro grandes metrópoles (Deli-Calcutá-Chennai-Mumbai), e os Corredores Norte-Sul e Leste-Oeste [en], que ligam as maiores cidades da Índia.
Em 2000, cerca de 40% das aldeias indianas não tinham acesso a estradas transitáveis em todas as estações, ficando isoladas durante as monções. Para melhorar a conectividade rural, o Pradhan Mantri Gram Sadak Yojana [en] (Programa de Estradas Rurais do Primeiro-Ministro), financiado pelo Governo Central com apoio do Banco Mundial, foi lançado em 2000. O objetivo é construir estradas transitáveis em todas as condições climáticas para conectar comunidades com população igual ou superior a 500 habitantes (ou 250 em áreas montanhosas).
| Tipo de estrada              | Comprimento                                   |
| ---------------------------- | --------------------------------------------- |
| Vias expressas               | 6.059 km (3.765 mi) em 2024                   |
| Rodovias nacionais           | 161.350 km (100.260 mi)                       |
| Rodovias estaduais           | 186.528 km (115.903 mi)                       |
| Estradas distritais e rurais | 5.167.665 km (3.211.038 mi)                   |
| Comprimento total            | 6.700.000 km (4.200.000 mi) [Aproximadamente] |

A Ponte Trans Harbour é a maior ponte marítima da Índia. Foi inaugurada em 12 de janeiro de 2024 pelo primeiro-ministro Narendra Modi, conectando Mumbai a Navi Mumbai.

### Ônibus

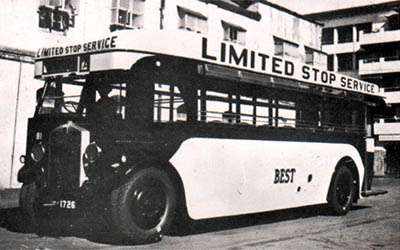
Ônibus da B.E.S.T. de Mumbai, a mais antiga organização de transporte em operação na Índia.

Os ônibus são um meio essencial de transporte público na Índia. Dada sua relevância social, o transporte urbano por ônibus é frequentemente gerido por agências públicas, com a maioria dos governos estaduais operando serviços por meio de corporações estaduais de transporte rodoviário. Essas corporações têm se mostrado fundamentais para conectar aldeias e cidades em todo o país. Além das empresas públicas, existem numerosas frotas de ônibus privadas: em 2012, havia 131.800 ônibus de propriedade pública e 1.544.700 pertencentes a empresas privadas.
No entanto, a participação dos ônibus no transporte é pequena na maioria das cidades indianas em comparação com os veículos pessoais. Motocicletas e carros representam mais de 80% da população de veículos nas grandes cidades.

#### Sistemas de trânsito rápido por ônibus

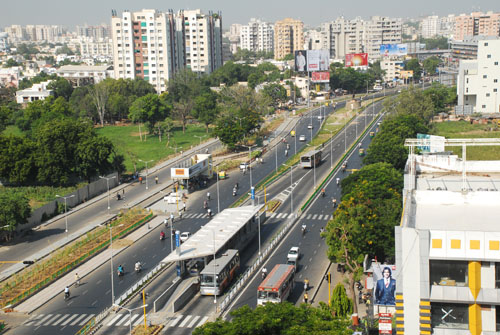
Sistema de Trânsito Rápido por Ônibus de Ahmedabad.

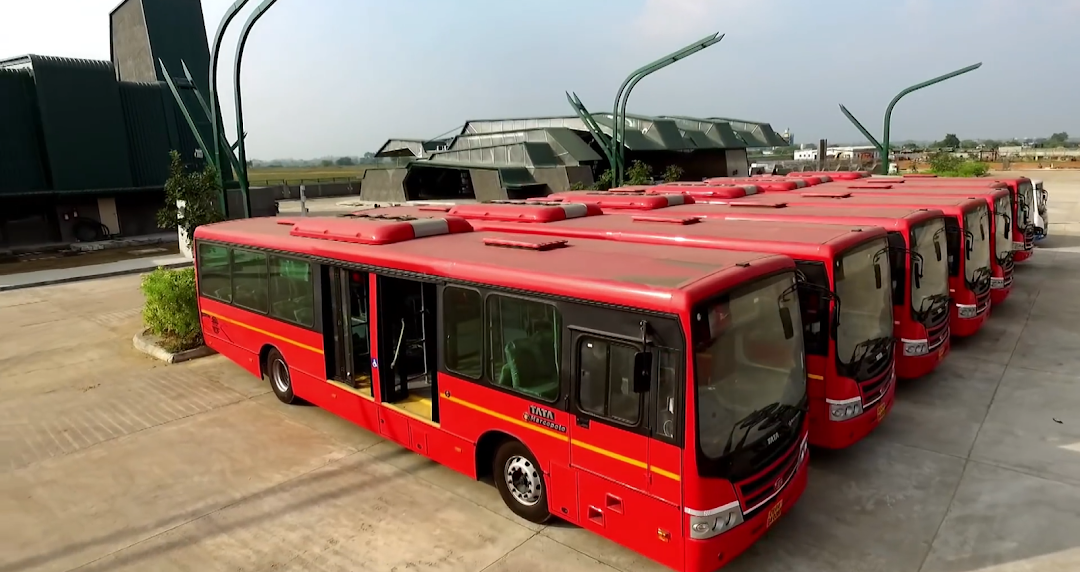
Sistema de Trânsito Rápido por Ônibus de Raipur e Naya Raipur.

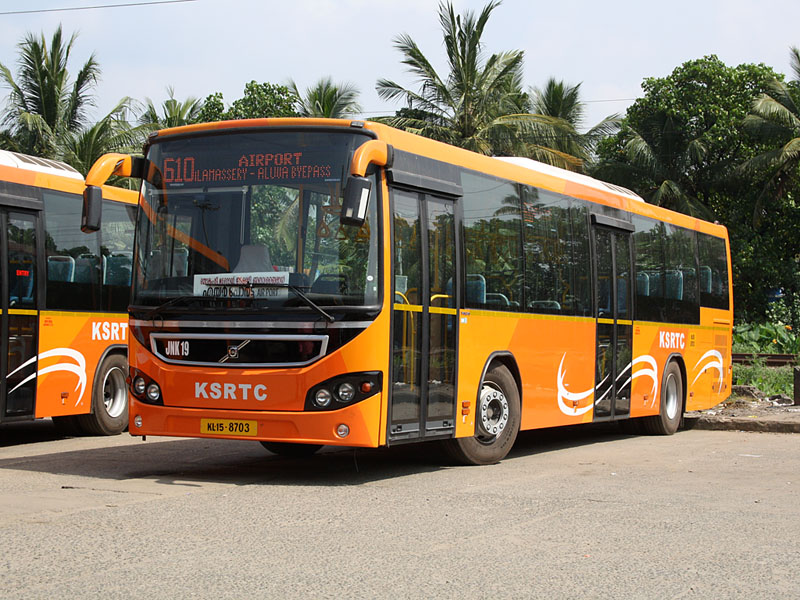
Ônibus Volvo 8400 de piso baixo da KSRTC, adquirido sob o esquema JNNURM.

Sistemas de trânsito rápido por ônibus (BRTS) estão presentes em várias cidades. Os ônibus respondem por mais de 90% do transporte público nas cidades indianas, sendo um modo de transporte [en] essencial. Os serviços são majoritariamente operados por corporações de transporte estaduais. Na década de 1990, essas corporações introduziram facilidades como ônibus de piso baixo para pessoas com deficiência e ônibus com ar-condicionado, buscando atrair usuários de carros particulares e reduzir o congestionamento nas vias.
Em 2010, o Sistema de trânsito rápido de ônibus de Ahmedabad [en] recebeu o prestigiado Prêmio de Transporte Sustentável [en] da Transportation Research Board, em Washington. O Rainbow BRTS [en] em Pune foi o primeiro sistema BRTS do país. Mumbai introduziu ônibus com ar-condicionado em 1998. Bangalore foi a primeira cidade indiana a adotar ônibus intraurbanos Volvo B7RLE [en], em janeiro de 2005. Bangalore também foi pioneira ao inaugurar o primeiro ponto de ônibus com ar-condicionado do país, perto do Parque Cubbon [en], construído pela Airtel [en]. A cidade de Chennai abriga um dos maiores terminais de ônibus da Ásia, o Terminal de Ônibus Mofussil de Chennai [en].

### Veículos motorizados

#### Veículos de duas rodas
Veículos motorizados de duas rodas, como scooters, motocicletas e ciclomotores, são muito populares devido à sua eficiência de combustível e facilidade de uso em ruas ou estradas congestionadas. O número de vendas de veículos de duas rodas supera em várias vezes o de carros. Em 2003, havia 47,5 milhões de veículos motorizados de duas rodas na Índia, em comparação com apenas 8,6 milhões de carros.
A fabricação de motocicletas na Índia começou em 1948, quando a Royal Enfield iniciou a montagem em sua fábrica em Chennai. A Royal Enfield, uma marca icônica no país, produz diferentes variantes da motocicleta britânica Bullet [en], um modelo clássico que ainda está em produção. Empresas como Hero MotoCorp [en] (anteriormente Hero Honda), Honda, Bajaj Auto, Yamaha, TVS Motors e Mahindra 2 Wheelers [en] lideram o mercado de duas rodas em termos de participação.
A produção de scooters na Índia teve início quando a Automobile Products of India [en] (API) foi fundada em 1949, em Mumbai, e começou a montar scooters Lambretta [en], fabricados pela Innocenti. Posteriormente, a empresa obteve a licença para o modelo Li150, iniciando a produção em larga escala no início dos anos 1960. Em 1972, a Scooters India Limited (SIL), uma estatal sediada em Lucknow, Uttar Pradesh, adquiriu os direitos de fabricação do último modelo Innocenti Lambretta. A API possui instalações em Mumbai, Aurangabade e Chennai, mas está inativa desde 2002. A SIL encerrou a produção de scooters em 1998.
Motocicletas e scooters podem ser alugadas em várias cidades. Empresas como Wicked Ride e Metro Bikes, em parceria com governos estaduais, trabalham para resolver problemas de conectividade de última milha no transporte público. O uso de capacete é obrigatório para condutores e passageiros na maioria das cidades.

#### Automóveis
Os automóveis privados atendem a 30% da demanda de transporte nas áreas urbanas da Índia. Em Deli, uma média de 963 novos veículos particulares são registrados diariamente. A produção de automóveis na Índia cresceu de 6,3 milhões em 2002-2003 para 11 milhões em 2008-2009. Há uma variação significativa entre cidades e estados quanto à dependência de carros particulares: Bangalore, Chennai, Deli e Calcutá têm, respectivamente, 185, 127, 157 e 140 carros por mil habitantes, números bem inferiores aos de países desenvolvidos. Isso reflete diferentes níveis de densidade urbana e qualidade da infraestrutura de transporte público. Em nível nacional, a Índia ainda apresenta uma taxa muito baixa de posse de carros. Comparada a outros países do BRICS, está equiparável à China, mas é superada por Brasil e Rússia.

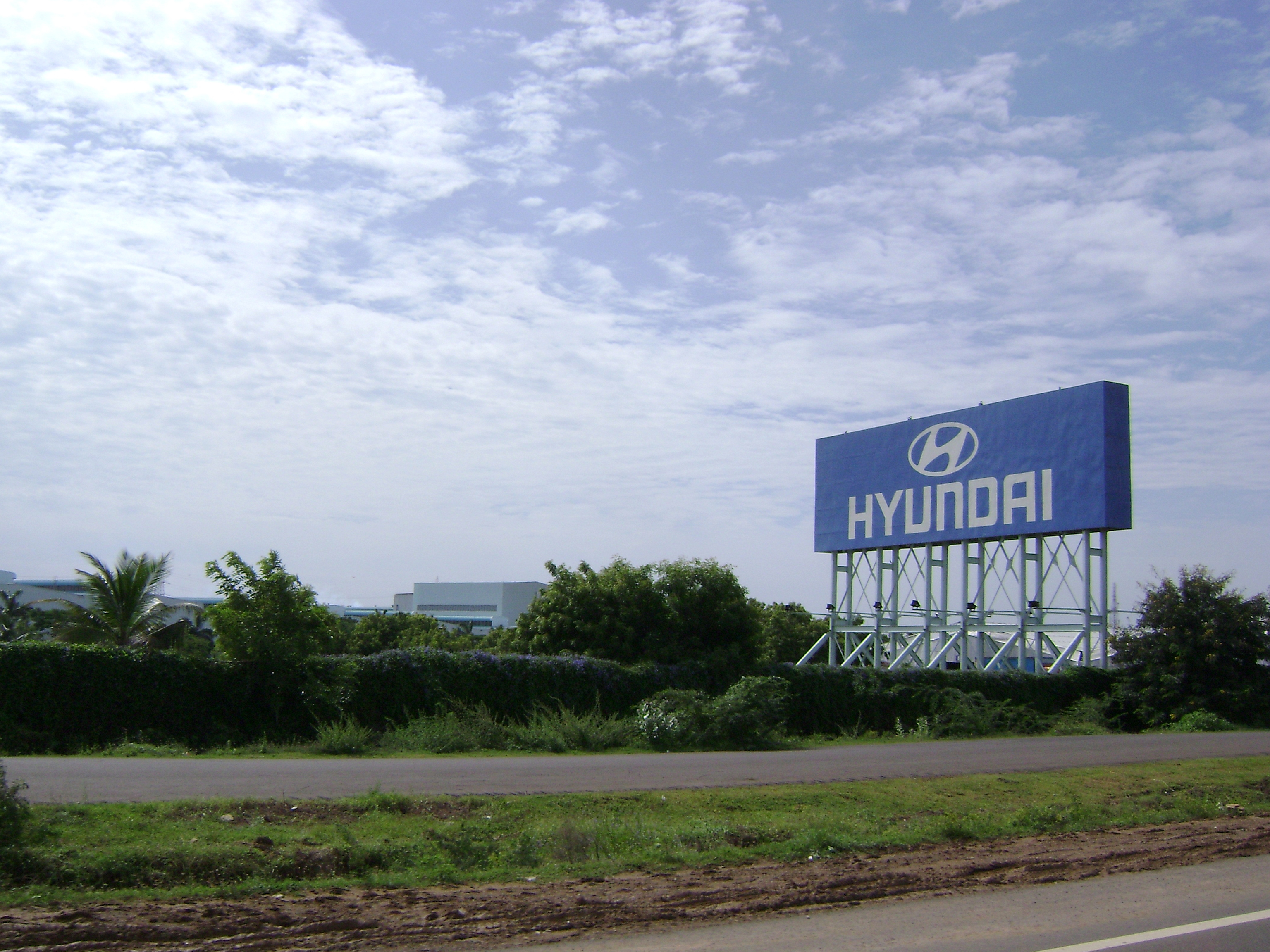
Fábrica da Hyundai em Sriperumbudur, Chennai, Tamil Nadu.

Os carros compactos, especialmente os hatchbacks, predominam devido à acessibilidade, eficiência de combustível, trânsito intenso e falta de espaço para estacionamento na maioria das cidades. Chennai é conhecida como a "Detroit da Índia" por sua indústria automobilística.
Marcas como  Maruti, Hyundai, Mahindra e Tata são as mais populares em termos de participação de mercado. O Ambassador já dominou o mercado, mas hoje é um ícone da Índia pré-liberalização. O Maruti 800, lançado em 1984, revolucionou o setor automotivo indiano por seu baixo custo e alta qualidade, mantendo a maior fatia de mercado até 2004, quando foi superado por modelos como o Alto e o Wagon R (da Maruti), o Indica (da Tata Motors) e o Santro (da Hyundai). Ao longo de 20 anos, cerca de 2,4 milhões de unidades do Maruti 800 foram vendidas. Contudo, o lançamento do Tata Nano, o carro de produção mais barato do mundo, reduziu sua popularidade. A Índia também é conhecida por veículos indígenas improvisados, feitos em aldeias com motores simples e peças sobressalentes, como o jugaad, maruta, chhakda e o peter rehra [en].
Em Bangalore, a Radio One [en] e a Polícia de Trânsito local lançaram uma campanha de carona solidária, envolvendo celebridades como Robin Uthappa [en] e Rahul Dravid [en] para incentivar a prática. A iniciativa teve boa aceitação, e até o final de maio de 2009, cerca de 10 mil pessoas aderiram à prática na cidade. Há esforços para aumentar a eficiência energética dos sistemas de transporte nas cidades indianas, como a introdução de padrões de desempenho para automóveis particulares e a proibição de carros antigos poluentes. Em Calcutá, por exemplo, uma lei de 2009/2010 eliminou veículos com mais de 15 anos para reduzir a poluição do ar. Os resultados, porém, foram mistos: enquanto os moradores mais pobres das áreas urbanas se beneficiaram da melhoria da qualidade do ar, devido à maior exposição à poluição, os motoristas desses veículos sofreram com a perda de seus meios de subsistência.

#### Veículos utilitários
O primeiro veículo utilitário da Índia foi fabricado pela Mahindra, uma cópia licenciada do Jeep Willys. O veículo foi um sucesso imediato e consolidou a Mahindra como uma das principais empresas indianas. O Exército Indiano e a polícia utilizam amplamente veículos Mahindra e Maruti Gypsy [en] para transporte de pessoal e equipamentos. A Tata Motors, braço automotivo do Grupo Tata, lançou seu primeiro utilitário, o Tata Sumo, em 1994. O Sumo, com seu design então moderno, alcançou 31% do mercado em dois anos. O Tempo Trax, da Force Motors [en], dominou as áreas rurais até recentemente. Os veículos utilitários esportivos agora compõem uma parte significativa do mercado de veículos de passageiros. Modelos da Tata, Honda, Hyundai, Toyota e outras marcas estão disponíveis.

### Táxis
Os táxis em Mumbai e Calcutá eram tradicionalmente modelos Premier Padmini [en] ou Hindustan Ambassador. Atualmente, as frotas de táxis incluem modelos mais modernos, como o Suzuki Dzire [en] e o Suzuki Ertiga [en]. A chegada de serviços de táxi por aplicativos, como Uber, Ola, Rapido [en] e BluSmart [en], diversificou as opções, abrangendo sedãs, SUVs e até mototáxi. Dependendo da cidade ou estado, os táxis podem ser chamados na rua ou contratados em pontos específicos. Em cidades como Bengaluru, Chennai, Hyderabad e Ahmedabad, é necessário contratar táxis por telefone, enquanto em cidades como Calcutá e Mumbai, também é possível chamá-los diretamente nas ruas. Conforme regulamentação do Governo da Índia, todos os táxis devem ter um taxímetro instalado. Há taxas adicionais por bagagem, viagens noturnas e pedágios, que devem ser pagas pelo passageiro. Desde 2006, os táxis por rádio têm ganhado popularidade devido à segurança e conveniência.
Em cidades e regiões onde os táxis são caros ou não seguem as tarifas reguladas pelo governo ou município, as pessoas utilizam táxis compartilhados. Estes são táxis comuns que transportam um ou mais passageiros com destinos na mesma rota ou próximos ao destino final.  Os passageiros pagam de acordo com o número de pessoas e destinos diferentes.  Mumbai foi a primeira cidade da Índia a ter uma revista dentro dos táxis, chamada MumBaee [en], distribuída aos táxis do Mumbai Taximen's Union. A revista estreou em 13 de julho de 2009. Em Calcutá, há muitos táxis do tipo "sem recusa" disponíveis, pintados de branco e azul.

### Autorriquixás

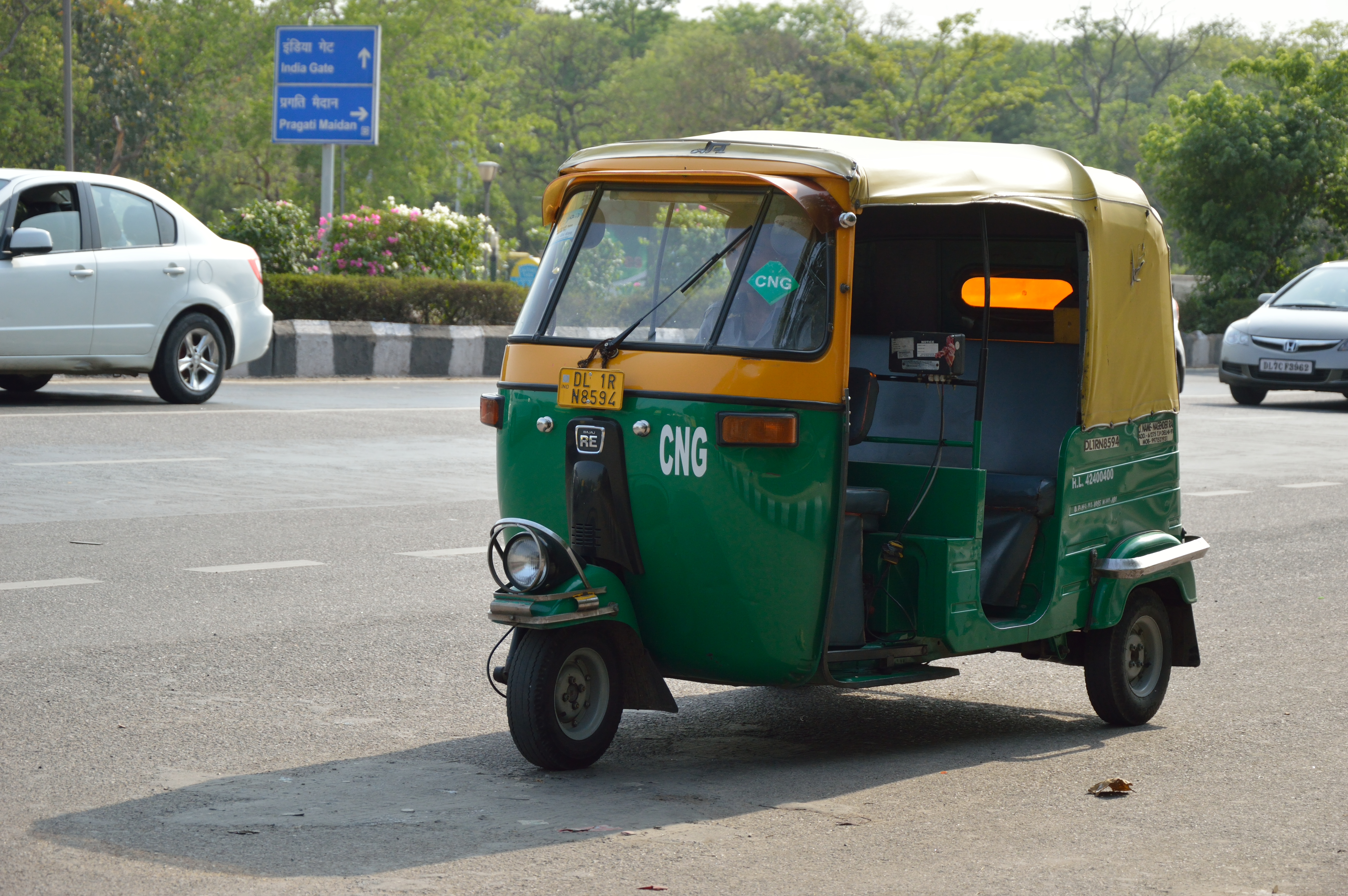
Um autorriquixá movido a GNC em Deli, Índia.

O autorriquixá é um veículo de aluguel de três rodas sem portas, geralmente caracterizado por uma pequena cabine para o motorista na frente e um assento para passageiros na traseira. Em Mumbai e outras metrópoles, os "autos" ou "riquixás", como são popularmente chamados, geralmente têm tarifas reguladas por taxímetro. Uma lei recente proíbe os motoristas de cobrar acima da tarifa estipulada, aplicar tarifas noturnas antes da meia-noite ou recusar destinos específicos. Mumbai e Calcutá são as únicas cidades que proíbem a entrada de autorriquixás em certas áreas, como Mumbai Sul [en] e partes do centro de Calcutá. No entanto, em cidades como Chennai e outras áreas, alguns motoristas exigem valores acima da tarifa oficial e se recusam a usar o taxímetro.
Aeroportos e estações ferroviárias em cidades como Howrah, Chennai e Bengaluru oferecem cabines de autorriquixás pré-pagos, com pagamento fixo definido pelas autoridades. Em maio de 2022, a tarifa base era de Rs. 30, com Rs. 14,20 por quilômetro após 1,5 km de viagem, calculada e paga pelo passageiro. Os autorriquixás elétricos são um meio de transporte popular e em rápido crescimento na Índia, devido ao baixo custo operacional e inicial, além de benefícios econômicos e ambientais.

## Ferrovias

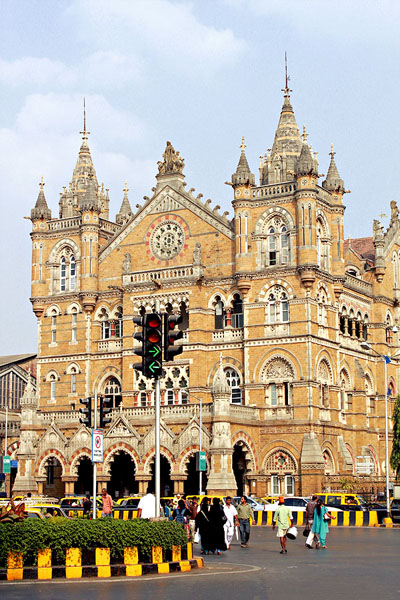
Entrada da estação ferroviária Chhatrapati Shivaji Maharaj.

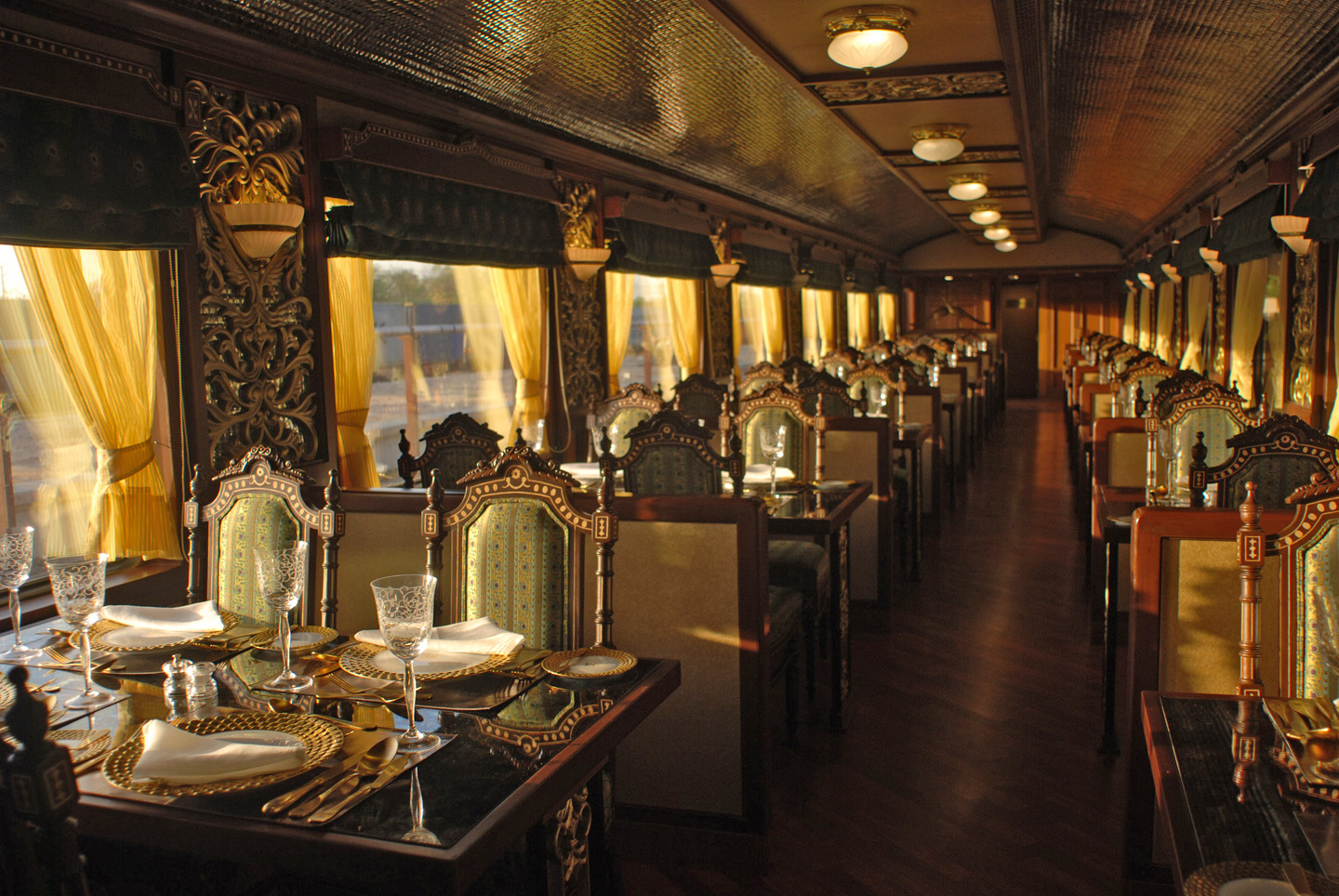
Salão de jantar do luxuoso Maharajas' Express.

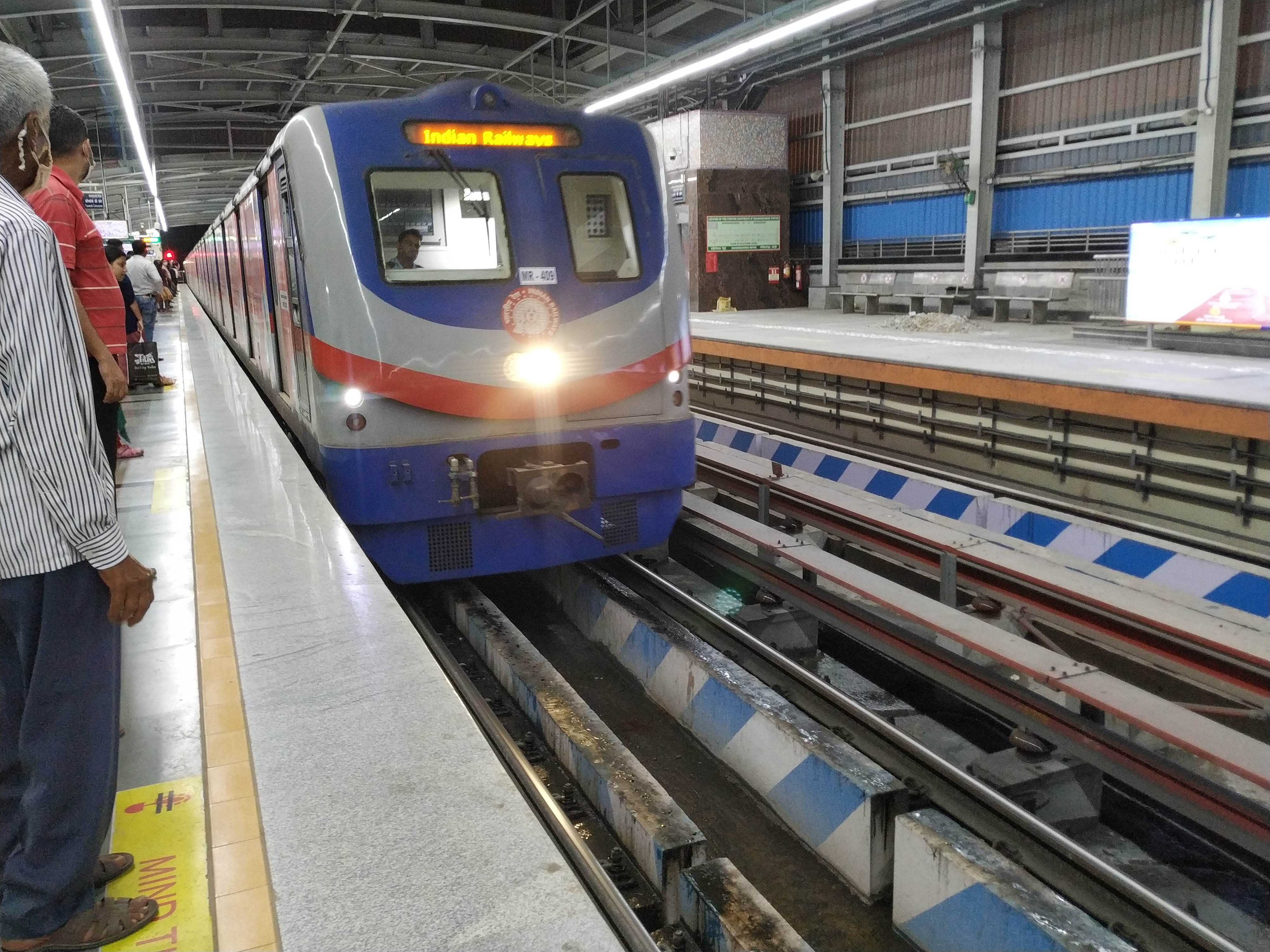
O Metrô de Calcutá é o único sistema de metrô na Índia controlado pelas Ferrovias Indianas.

Os serviços ferroviários em todo o país são fornecidos pelas Ferrovias Indianas (IR), uma empresa estatal supervisionada pelo Ministério das Ferrovias. A IR é dividida em dezoito zonas, incluindo o Metrô de Calcutá. Essas zonas são subdivididas em 67 divisões, cada uma com uma sede divisional.
A rede ferroviária cobre o país, conectando mais de 7.325 estações ao longo de uma extensão total de 68 080 km (42 000 mi) de rotas e 132 310 km (82 000 mi) de trilhos até março de 2021. Cerca de 45 000 km (28 000 mi), ou 97% da extensão das rotas, estavam eletrificados até 2025. As IR são um modo de transporte essencial na Índia, transportando 23,1 milhões de passageiros e 3,3 milhões de toneladas de carga diariamente até março de 2019. A empresa é a oitava maior empregadora do mundo, com 1,227 milhão de funcionários em março de 2019. Quanto ao material rodante, as IR possuem mais de 289.185 vagões de carga, 74.003 vagões de passageiros e 12.147 locomotivas até março de 2019.

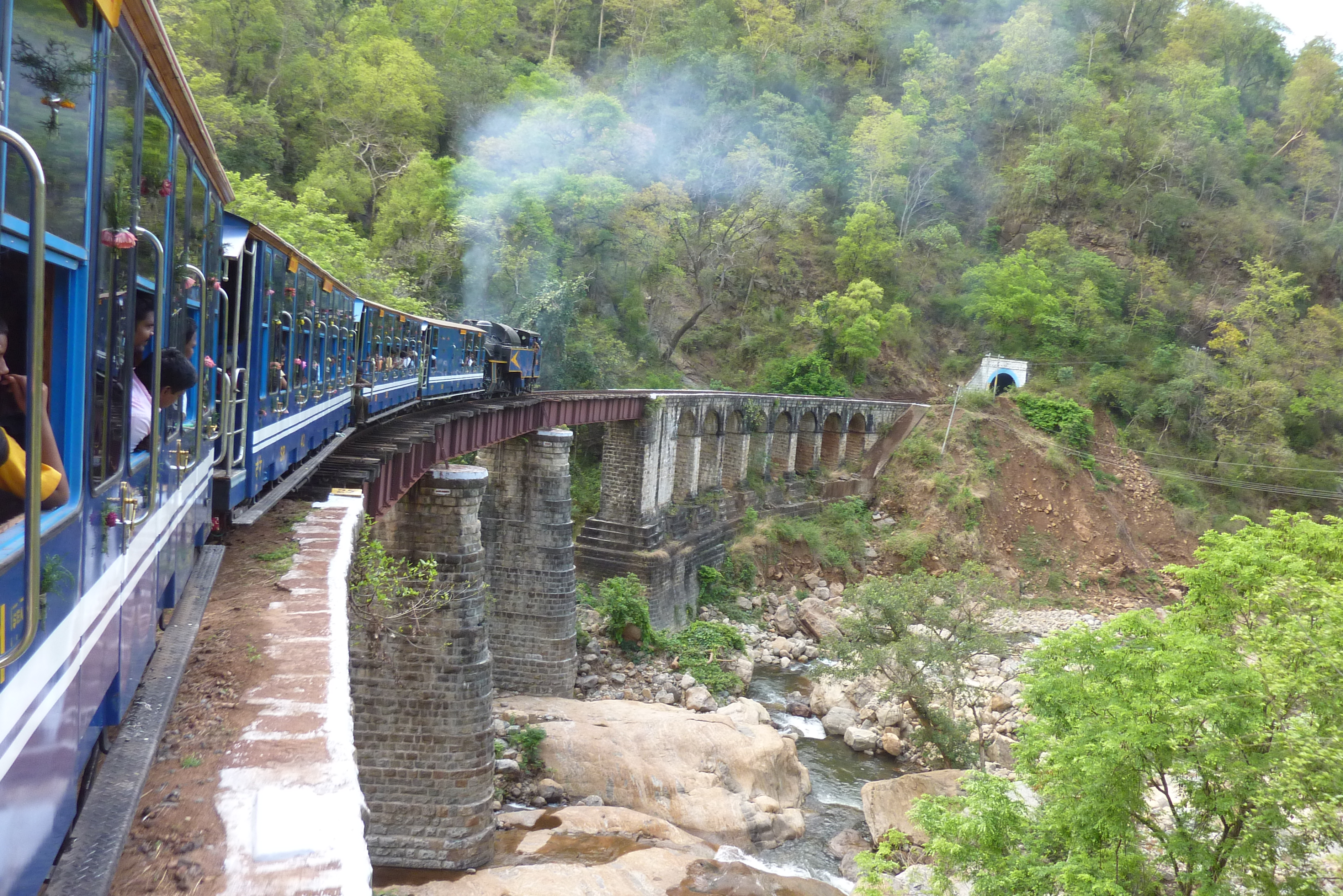
Locomotiva a vapor operada pela Ferrovia da Montanha Nilgiri entre Coonoor e Ooty, no distrito de Nilgiris, Tamil Nadu.

As IR operam diversos serviços especiais com prioridade elevada. O trem mais rápido atualmente é o Vande Bharat Express, projetado para até 180 km/h, embora o serviço mais rápido seja o Gatimaan Express, com velocidade operacional de 160 km/h (99 mph) e média de 100 km/h (62 mph), já que o Vande Bharat é limitado a 130 km/h por razões de segurança. Os trens Rajdhani [en], introduzidos em 1969, conectam a capital nacional, Deli, às capitais estaduais, enquanto os Shatabdi Express [en] ligam centros de turismo, peregrinação ou negócios. Os Shatabdi operam em distâncias curtas a médias sem vagões-leito, já os Rajdhani, para trajetos longos, oferecem apenas acomodações para dormir. Ambos têm velocidade máxima permitida de 150 km/h (93 mph). Os Duronto Express [en] conectam grandes cidades.
Além disso, as IR operam trens de luxo que atendem circuitos turísticos, como o Palace on Wheels no Rajastão e o The Golden Chariot [en] em Karnataka e Goa. Há dois Patrimônio Mundial da UNESCO nas IR: a Estação Chhatrapati Shivaji e as Caminhos de ferro de montanha na Índia. Estas últimas incluem três linhas distintas: a Ferrovia Himalaia de Darjeeling [en], de bitola estreita 610 mm (2 ft)  nos Cordilheira do Himalaia Inferior [en] em Bengala Ocidental; a Ferrovia da Montanha Nilgiri [en], de bitola 1 000 mm (3 ft 3+3⁄8 in) com sistema de cremalheira nas Montes Nilguiri em Tamil Nadu; e a Ferrovia Kalka-Shimla [en], de bitola estreita 762 mm (2 ft 6 in) nas Colinas Siwalik em Himachal Pradesh.
No segmento de carga, as IR transportam commodities e combustíveis para os setores industrial, de consumo e agrícola por todo o país. Historicamente, o setor de passageiros foi subsidiado pela receita de cargas, o que impede os serviços de frete de competirem em custo e velocidade com outros meios de transporte, resultando em perda contínua de mercado. Para reverter essa tendência, as IR iniciaram melhorias nos depósitos de carga, atração de capital privado para terminais logísticos multimodais, ajuste no tamanho de contêineres, operação de trens de carga com horários fixos e revisão de preços e mix de produtos.
Em 1999, a Corporação Ferroviária de Konkan [en] introduziu o serviço Roll on Roll off [en] (RORO), um sistema único de sinergia rodoferroviária, entre Kolad [en] em Maharashtra e Verna [en] em Goa, estendido até Surathkal [en] em Karnataka em 2004. Esse serviço, pioneiro na Índia, permitiu o transporte de caminhões em reboques plataforma e foi muito popular, transportando cerca de 110 000 caminhões e gerando cerca de ₹ 740 milhões em receitas até 2007.

### Transporte ferroviário suburbano

#### Ferrovias suburbanas

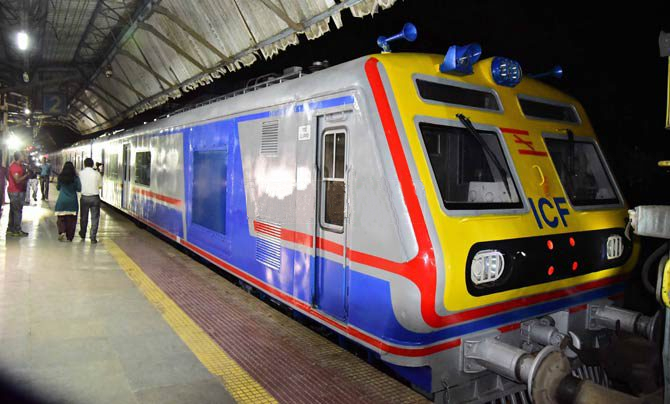
Ferrovia suburbana de Mumbai.

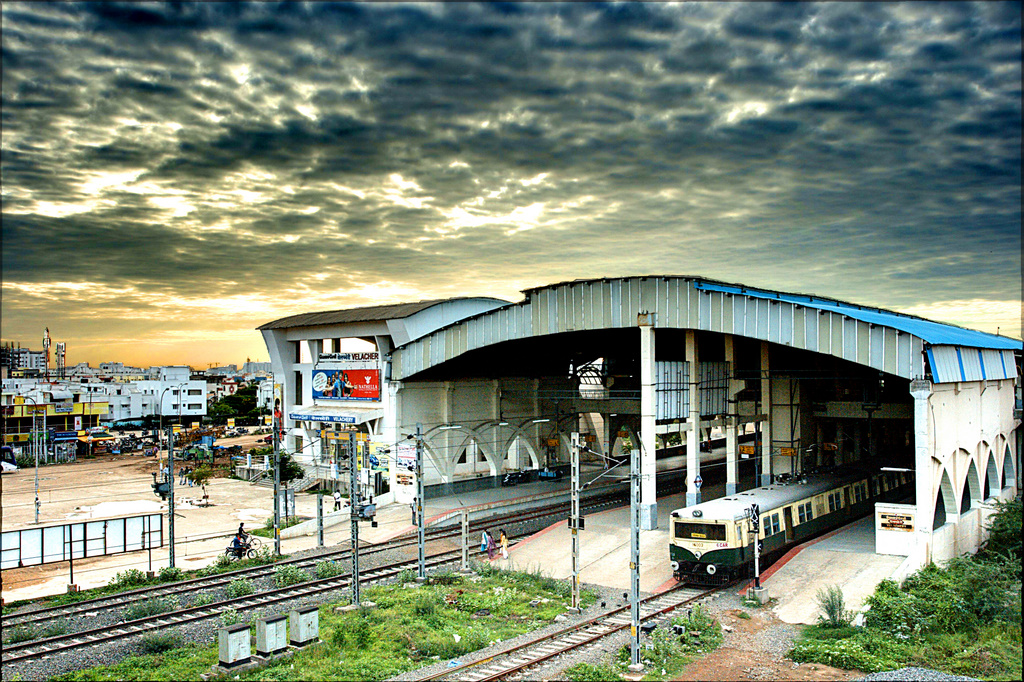
A MRTS de Chennai e a Ferrovia Suburbana de Chennai, a primeira ferrovia elevada da Índia.

A Ferrovia Suburbana de Mumbai foi o primeiro sistema ferroviário da Índia, iniciando seus serviços em Mumbai em 1853. Transporta 6,3 milhões de passageiros diariamente e possui a maior densidade de passageiros do mundo. A Ferrovia Suburbana de Calcutá foi estabelecida em 1854, e a Ferrovia Suburbana de Chennai, em 1931. Os sistemas suburbanos operacionais na Índia incluem a Ferrovia Suburbana de Mumbai, Ferrovia Suburbana de Calcutá, Ferrovia Suburbana de Chennai, Ferrovia Suburbana Lucknow-Kanpur, Ferrovia Suburbana de Deli, Ferrovia Suburbana de Pune, Sistema de Transporte Multimodal de Hyderabad, Ferrovia Suburbana Barabanki-Lucknow e a Divisão ferroviária de Karwar.

#### Sistema de trânsito rápido de massa
A MRTS de Chennai [en], que iniciou seus serviços em 1995, é o primeiro e único sistema ferroviário de trânsito rápido de massa do país. Embora distinto da Ferrovia Suburbana de Chennai, o MRTS está integrado a uma rede ferroviária urbana mais ampla.

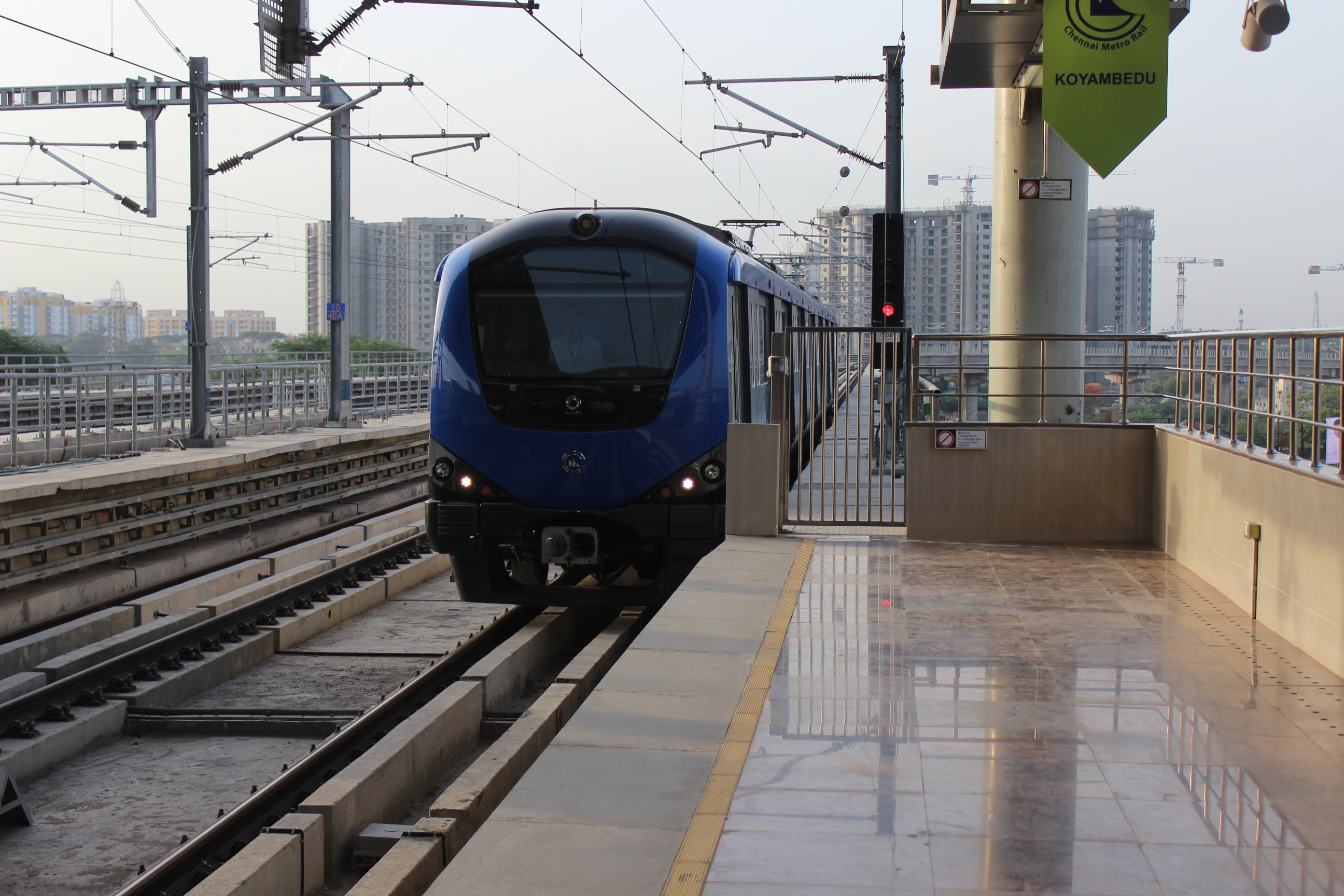
Metrô de Chennai.

#### Metrô
O primeiro trânsito rápido moderno da Índia é o Metrô de Calcutá, que começou a operar em 1984 como a 17ª Zona das Ferrovias Indianas. O Metrô de Deli, em Nova Deli, é o segundo metrô convencional da Índia, iniciado em 2002. O Metrô de Bangalor, em Bengaluru, é o terceiro, começando em 2011.
Os sistemas operacionais incluem Metrô de Calcutá, Metrô de Deli, Metrô de Bengaluru, Metrô Rápido de Gurgaon, Metrô de Mumbai, Metrô de Jaipur, Metrô de Chennai, Metrô de Kochi, Metrô de Lucknow, Metrô de Nagpur, Metrô de Noida, Metrô de Hyderabad, Metrô de Kanpur, Metrô de Ahmedabad, Metrô de Pune, Metrô de Navi Mumbai, Metrô de Agra.
Os sistemas em implementação são Metrô-Link Expresso para Gandhinagar e Ahmedabad, Metrô de Varanasi, Metrô de Madurai, Metrô de Vijayawada, Metrô de Patna, Metrô de Meerut, Metrô de Guwahati, Metrô de Chandigarh, Metrô de Bhopal, Metrô Leve de Kozhikode, Metrô de Indore, Metrô Leve de Thiruvananthapuram, Metrô de Coimbatore, Metrô de Visakhapatnam, Metrô de Surat, Metrô de Jammu, Metrô de Srinagar, Metrô Greater Gwalior, Metrô de Jabalpur e Metrô Greater Nashik.

#### Monotrilho

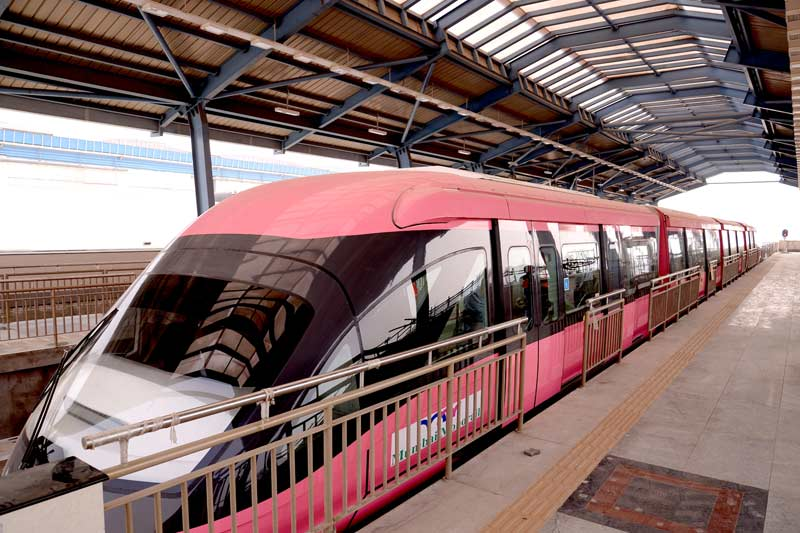
Um monotrilho em Mumbai.

O monotrilho é geralmente considerado um sistema alimentador para trens de metrô na Índia. Em 2004, foi proposto pela primeira vez para Calcutá, mas o projeto foi suspenso por falta de fundos e inviabilidade. O Monotrilho de Mumbai, iniciado em 2014, é a primeira rede de monotrilho operacional da Índia.

#### Bonde

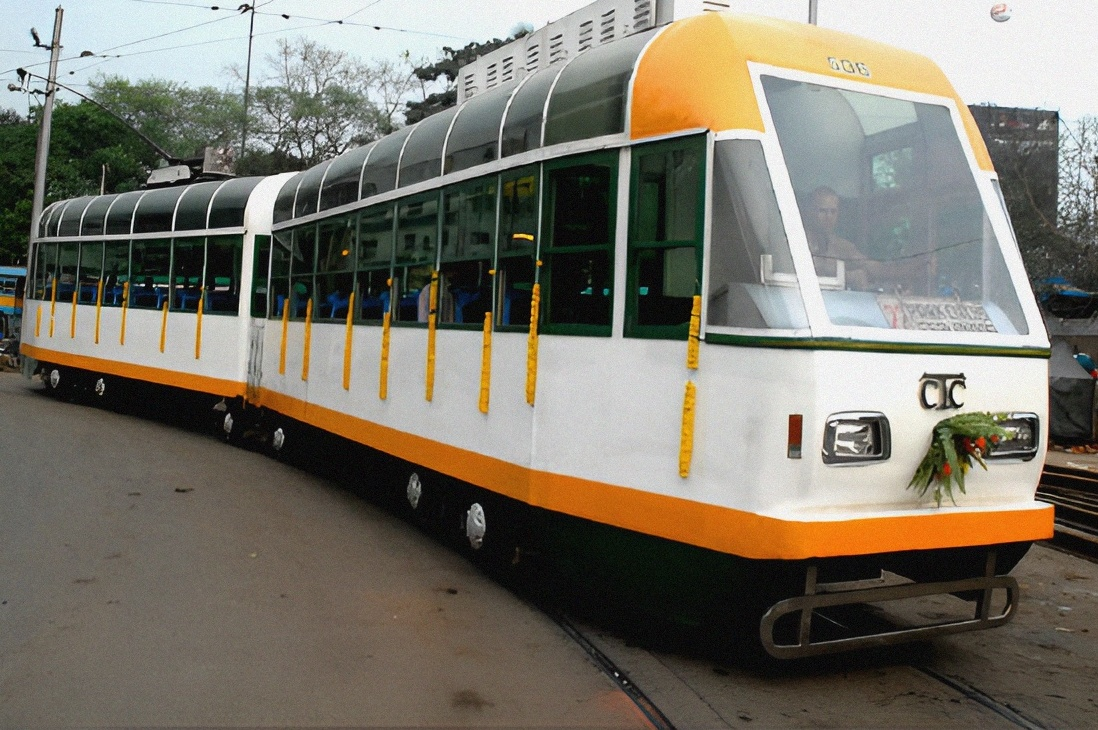
Bonde novo feito de fibra de vidro.

Além dos trens, bondes foram introduzidos em muitas cidades no final do século XIX, mas quase todos foram desativados. O sistema de bondes em Calcutá é atualmente o único em operação no país.

### Conexões internacionais
As ligações ferroviárias entre a Índia e países vizinhos não são bem desenvolvidas. Bangladesh é conectado por um trem quinzenal, o Maitree Express [en], que vai de Calcutá a Dhaka, e um trem semanal, o Bandhan Express [en], de Calcutá a Khulna. Há duas conexões ferroviárias com o Nepal: serviços de passageiros entre Jaynagar e Bijalpura, e de carga entre Raxaul e Birganj.
Não há ligação ferroviária com Myanmar, mas uma linha está planejada de Jiribam (em Manipur) até Tamu [en], passando por Imphal e Moreh [en]. O custo estimado para essa conexão, segundo estudo de viabilidade do Ministério das Relações Exteriores por meio da RITES Ltd, é de ₹  29,41 bilhões (US$ 1,84 bilhões). Uma ligação ferroviária de 18 km com o Butão está em construção, de Hashimara em Bengala Ocidental até Toribari no Butão. Não há conexões ferroviárias com a China ou o Sri Lanka.

### Ferrovia de alta velocidade
A Índia não possui ferrovias classificadas como ferrovia de alta velocidade (FAV), que operam a velocidades superiores a 200 km/h (120 mph).
Antes das eleições gerais de 2014, os principais partidos nacionais (Congresso Nacional Indiano e Partido Bharatiya Janata) prometeram introduzir ferrovias de alta velocidade. O INC comprometeu-se a conectar "todas as cidades indianas com mais de um milhão de habitantes por ferrovias de alta velocidade". Posteriormente, o BJP, que venceu a eleição, prometeu construir o projeto Quadrilátero de Diamante [en], conectando Chennai, Deli, Calcutá e Mumbai por ferrovias de alta velocidade. Esse projeto foi aprovado como prioridade no discurso do novo primeiro-ministro. Construir um quilômetro de trilhos de alta velocidade custa entre ₹1 bilhões (US$ 62,48 milhões) e ₹1.4 bilhões (US$ 87,47 milhões), 10 a 14 vezes mais que uma ferrovia padrão.
O governo indiano aprovou a escolha do Japão para construir a primeira ferrovia de alta velocidade da Índia. A linha planejada terá cerca de 500 km (310 mi) entre Mumbai e Ahmedabad, no oeste, com velocidade máxima de 320 km/h (200 mph). Sob a proposta, a construção deveria começar em 2017 e ser concluída em 2023, com custo estimado de ₹  980 bilhões (US$ 61,23 bilhões), financiado por um empréstimo a juros baixos do Japão. A Índia usará a tecnologia de FAV baseada em rodas de 300 km/h, em vez da nova tecnologia maglev de 600 km/h do Japão, usada no Chūō Shinkansen. Espera-se que a primeira linha de FAV da Índia esteja operacional a partir de 2026.

### Ferrovia leve
Assim como o monotrilho, a ferrovia leve também é considerada um sistema alimentador para os sistemas de metrô. Os sistemas planejados são o Trânsito Ferroviário Leve de Calcutá [en] e o Trânsito Ferroviário Leve de Deli [en].

## Transporte aéreo

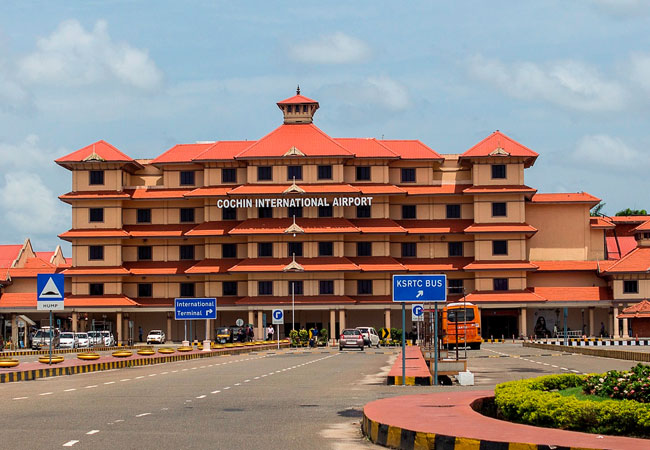
O Aeroporto Internacional de Cochin é um dos mais movimentados da Índia.

A Direção-Geral da Aviação Civil [en] é o órgão regulador nacional da indústria da aviação, controlado pelo Ministério da Aviação Civil [en]. O ministério também supervisiona organizações autônomas relacionadas à aviação, como a Autoridade de Aeroportos da Índia [en] (AAI), o Escritório de Segurança da Aviação Civil (BCAS), a Academia Indira Gandhi Rashtriya Uran [en] e empresas do setor público, incluindo a Pawan Hans Limited [en] e a Hindustan Aeronautics Limited.
A Air India é a companhia aérea de bandeira nacional da Índia, tendo se fundido com a Indian Airlines em 2011, e desempenha um papel crucial na conexão da Índia com o resto do mundo. As principais companhias aéreas, por ordem de participação de mercado, são IndiGo, Air India, Air India Express, Akasa [en] e SpiceJet. Essas empresas conectam mais de 80 cidades na Índia e também operam rotas internacionais após a liberalização da aviação indiana. Várias companhias aéreas estrangeiras ligam cidades indianas a outros grandes centros globais. Apesar disso, grande parte do potencial de transporte aéreo do país permanece inexplorado, embora o corredor aéreo Mumbai-Deli tenha sido classificado como o décimo mais movimentado do mundo pela Amadeus em 2012.

### Aeroportos

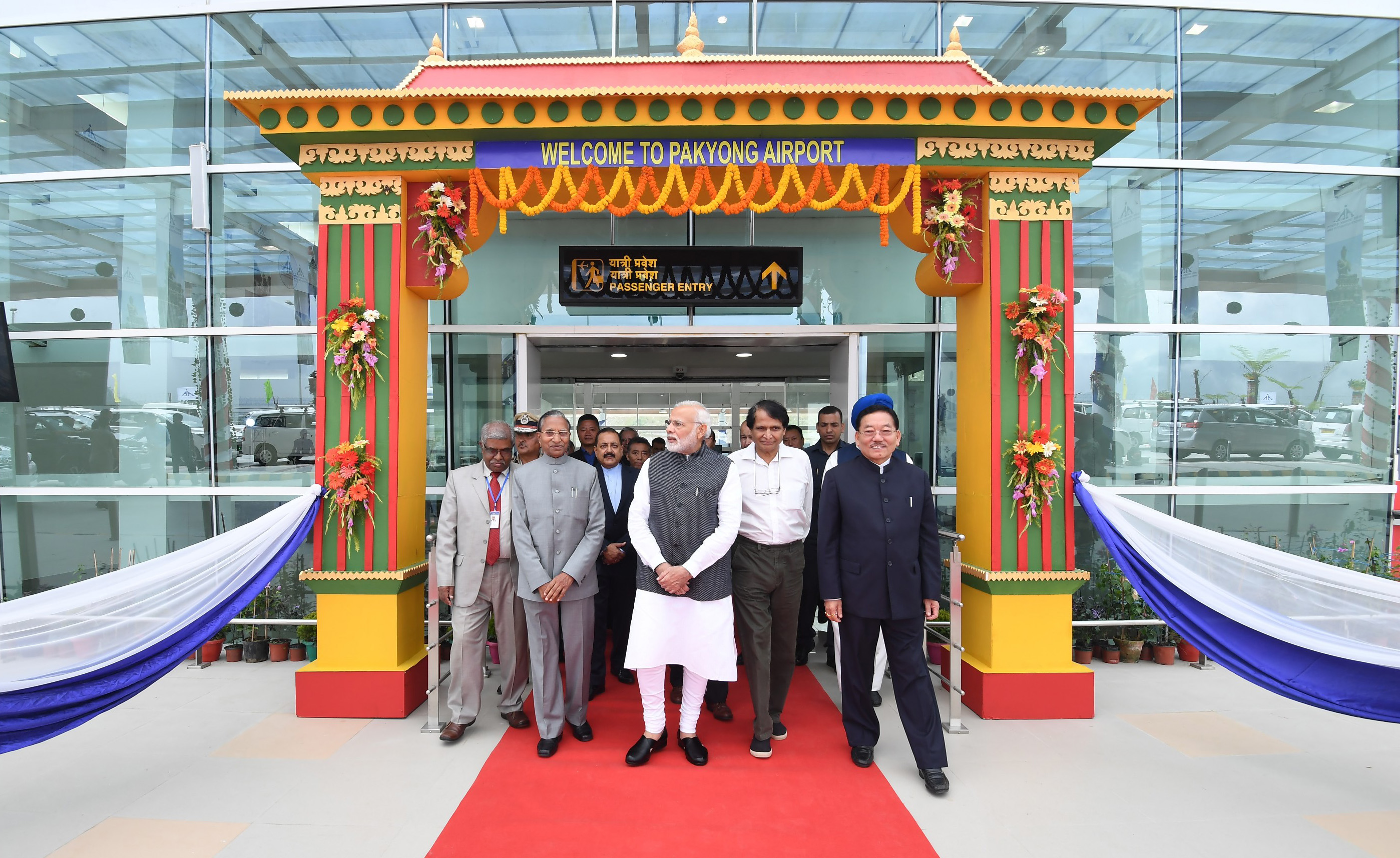
Primeiro-ministro Narendra Modi na inauguração do Aeroporto de Pakyong, em Sikkim.

Embora existam 346 aeródromos civis na Índia – 253 com pistas pavimentadas e 93 sem pavimentação –, apenas 132 foram classificados como "aeroportos" em novembro de 2014. Desses, o Aeroporto Internacional Indira Gandhi em Deli é o mais movimentado do país. Nos últimos cinco anos, a gestão dos principais aeroportos foi privatizada, resultando em instalações mais bem equipadas e limpas, com terminais reformados ou ampliados.

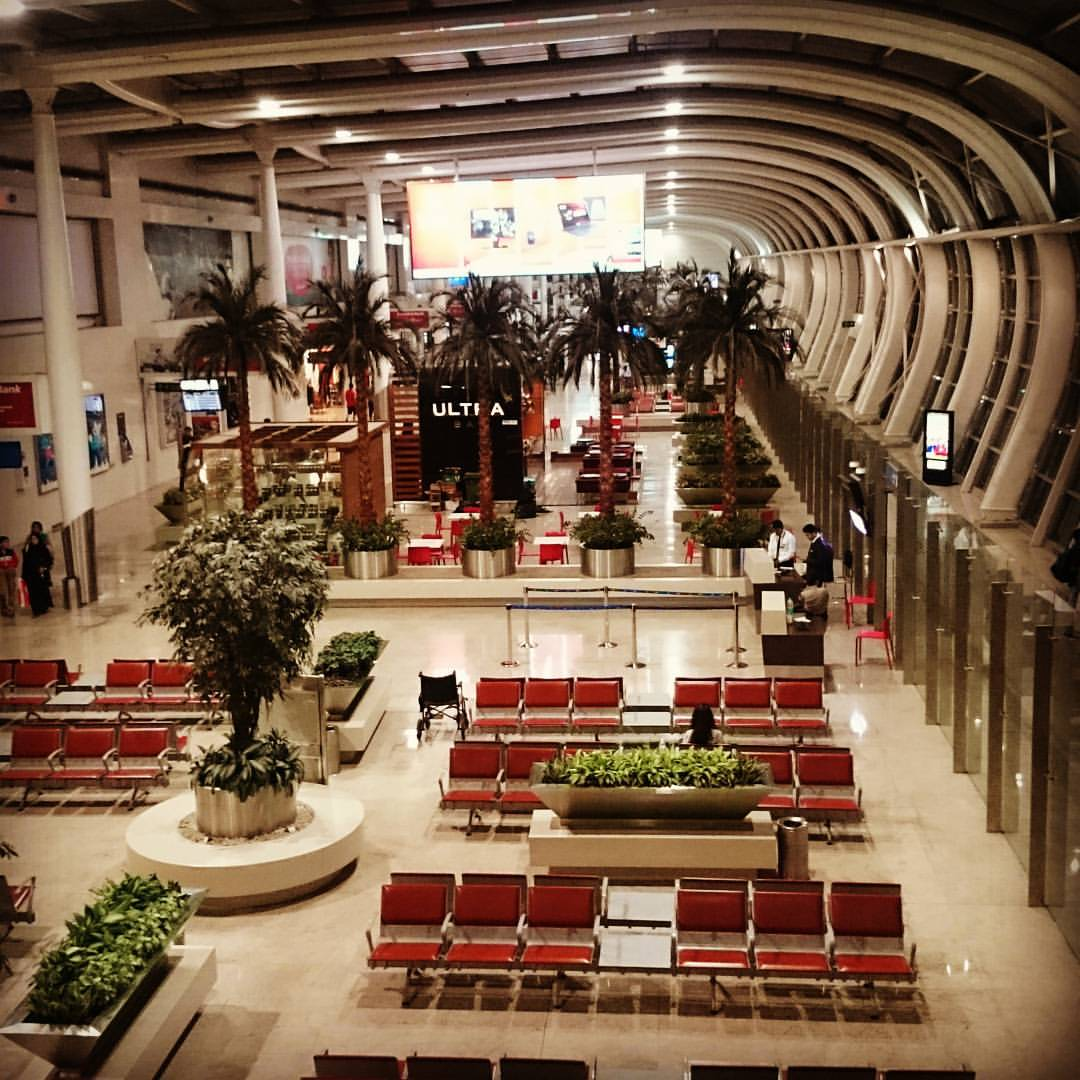
Terminal do Aeroporto de Mumbai.

A Índia também possui 33 "aeroportos fantasmas", construídos para tornar o transporte aéreo mais acessível em regiões remotas, mas que estão inoperantes devido à falta de demanda. O Aeroporto de Jaisalmer [en], em Rajasthan, por exemplo, concluído em 2013, esperava receber 300 mil passageiros por ano, mas ainda não viu nenhum voo comercial decolar. Apesar disso, o país planeja construir mais 200 aeroportos de "baixo custo" nos próximos 20 anos.
| Comprimento das pistas            | Aeroportos com pistas pavimentadas | Aeroportos com pistas não pavimentadas |
| --------------------------------- | ---------------------------------- | -------------------------------------- |
| 3,047 m (10,00 pé) ou mais        | 21                                 | 1                                      |
| 2,438 a 3,047 m (8,00 a 10,00 pé) | 59                                 | 3                                      |
| 1,524 a 2,438 m (5,00 a 8,00 pé)  | 76                                 | 6                                      |
| 914 a 1,524 m (3 000 a 5,00 pé)   | 82                                 | 38                                     |
| Abaixo de 914 m (3 000 pé)        | 14                                 | 45                                     |
| Total                             | 253                                | 93                                     |

### Helipontos

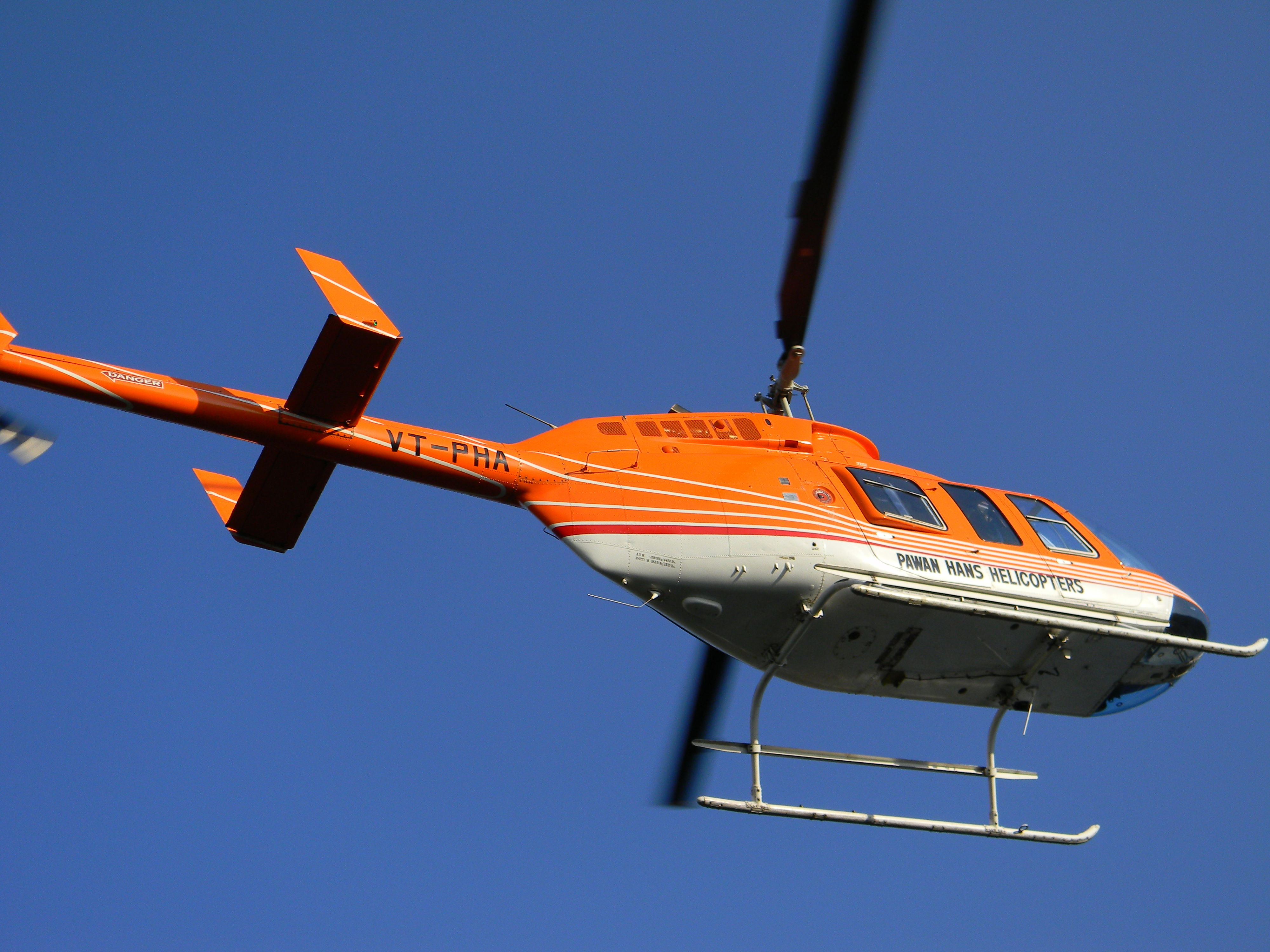
Helicóptero Pawan Hans VT-PHA.

Em 2021, a Índia contava com 45 helipontos. O país também abriga o heliponto mais alto do mundo, na Geleira de Siachen, a 6 400 m (21 000 pé) acima do nível médio do mar. A Pawan Hans Helicopters Limited, uma empresa do setor público, oferece serviços de helicóptero à ONGC para locais offshore e a vários governos estaduais, especialmente no Nordeste da Índia.

## Transporte aquaviário
A Índia possui uma costa de 7 517 km (4 671 mi), tornando os portos os principais centros de comércio. O país também tem uma extensa rede de vias navegáveis interiores.

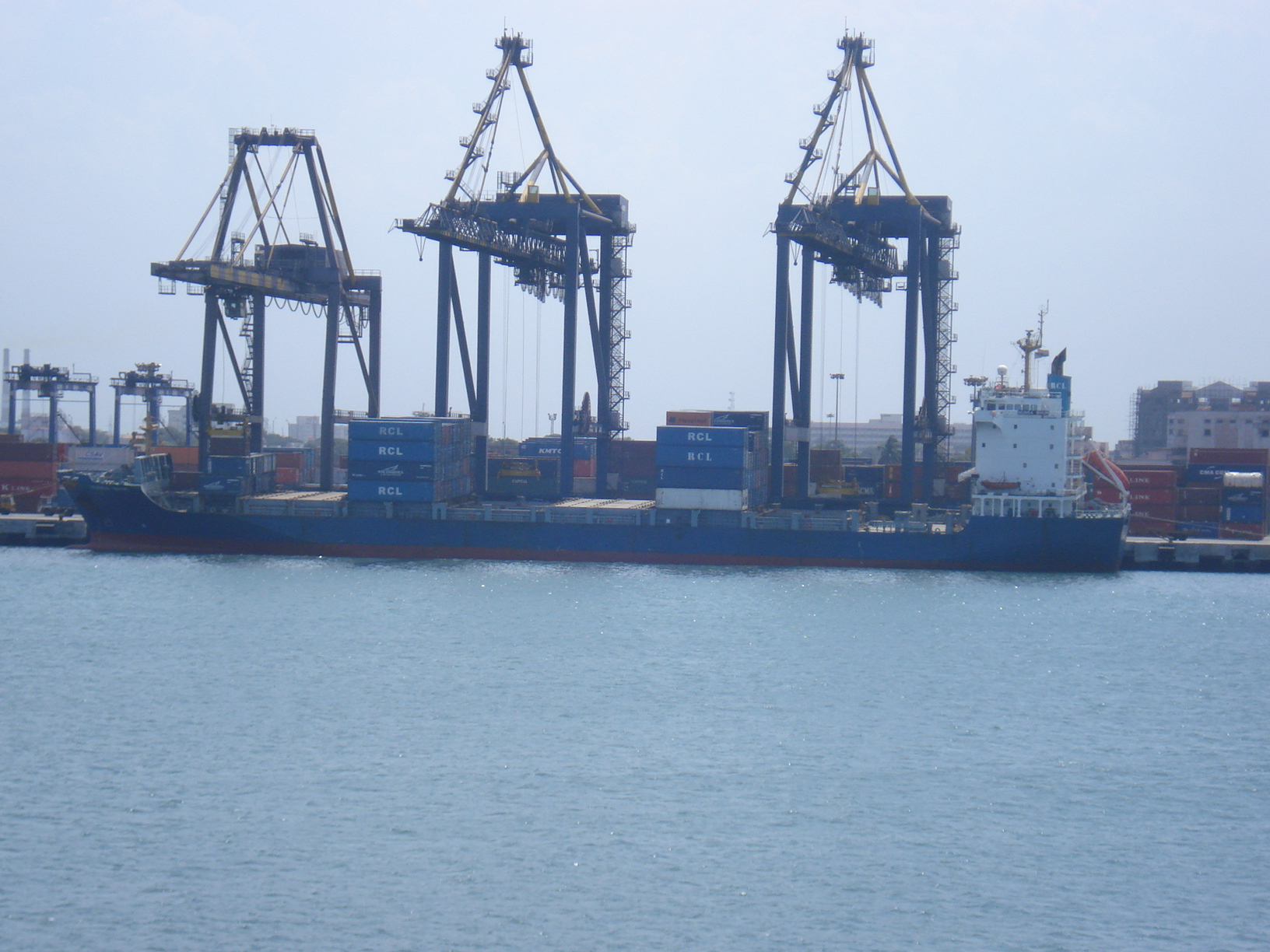
O Porto de Chennai é o maior porto de contêineres na Baía de Bengala.

### Portos e navegação

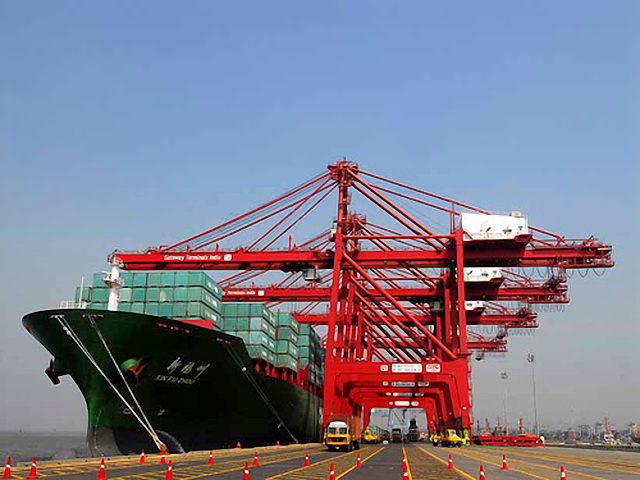
O Porto Jawaharlal Nehru em Navi Mumbai está em 25º lugar no mundo em tráfego de contêineres.

Na Índia, cerca de 96% do comércio exterior em quantidade e 70% em valor ocorrem pelos portos. O Porto de Mumbai [en] e o Porto Jawaharlal Nehru [en] (Navi Mumbai) lidam com 70% do comércio marítimo do país. Há doze portos principais: Porto Navi Mumbai (Jawaharlal Nehru), Porto de Mumbai, Porto de Chennai [en], Porto de Kamarajar [en], V. O. Chidambaranar Port (Thoothukudi) [en], Porto de Cochim [en], Calcutá (incluindo Haldia), Porto de Paradip [en], Visakhapatnam, Novo porto de Mangalore [en], Mormugao e Porto de Kandla. Além desses, existem 187 portos menores e intermediários, dos quais 43 movimentam carga.
O transporte marítimo na Índia é gerenciado pela Corporação de Navegação da Índia, uma empresa estatal que também administra infraestrutura de transporte marítimo offshore e outras atividades no país. Ela possui e opera cerca de 35% da tonelagem indiana, atuando em praticamente todas as áreas do transporte marítimo, tanto no comércio nacional quanto internacional. O único estado indiano com três portos é Tamil Nadu: Ennore, Chennai e Tuticorin.
A corporação possui uma frota de 79 navios com 2,75 milhões de GT (4,8 milhões de DWT) e gerencia 53 embarcações de pesquisa, levantamento e suporte com 120 mil GT (60 mil DWT) em nome de departamentos governamentais e outras organizações. O treinamento de pessoal ocorre no Instituto de Treinamento Marítimo em Mumbai, uma filial da Universidade Marítima Mundial [en], estabelecida em 1987. A corporação também opera em Malta e no Irã por meio de joint ventures.
A distinção entre portos principais e menores não se baseia na quantidade de carga movimentada. Os portos principais são geridos por fundos portuários regulados pelo governo central, sob a Lei dos Fundos de Portos Principais de 1963. Os portos menores são regulados pelos respectivos governos estaduais, muitos sendo portos privados ou cativos. O tráfego total nos portos principais em 2005–2006 foi de 382,33 Mt.

### Vias navegáveis interiores

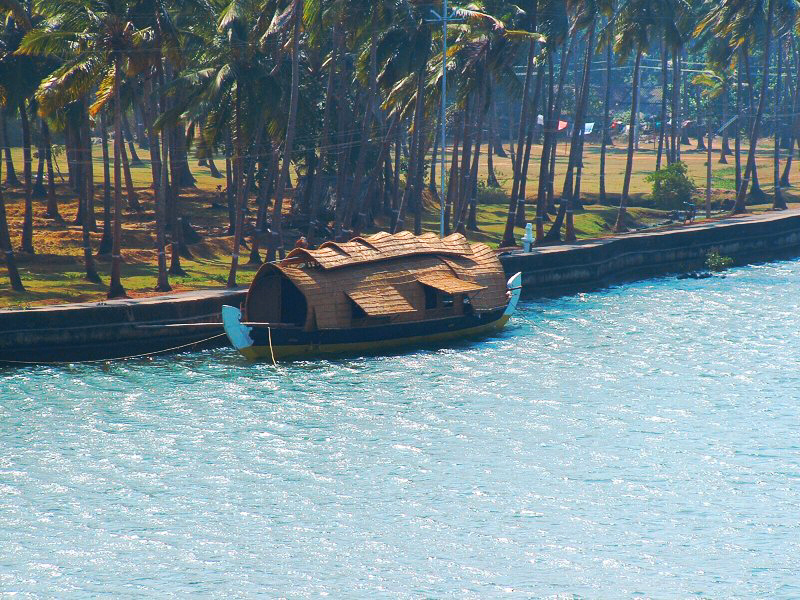
Uma embarcação estacionada ao longo do Rio Chapora, em Goa.

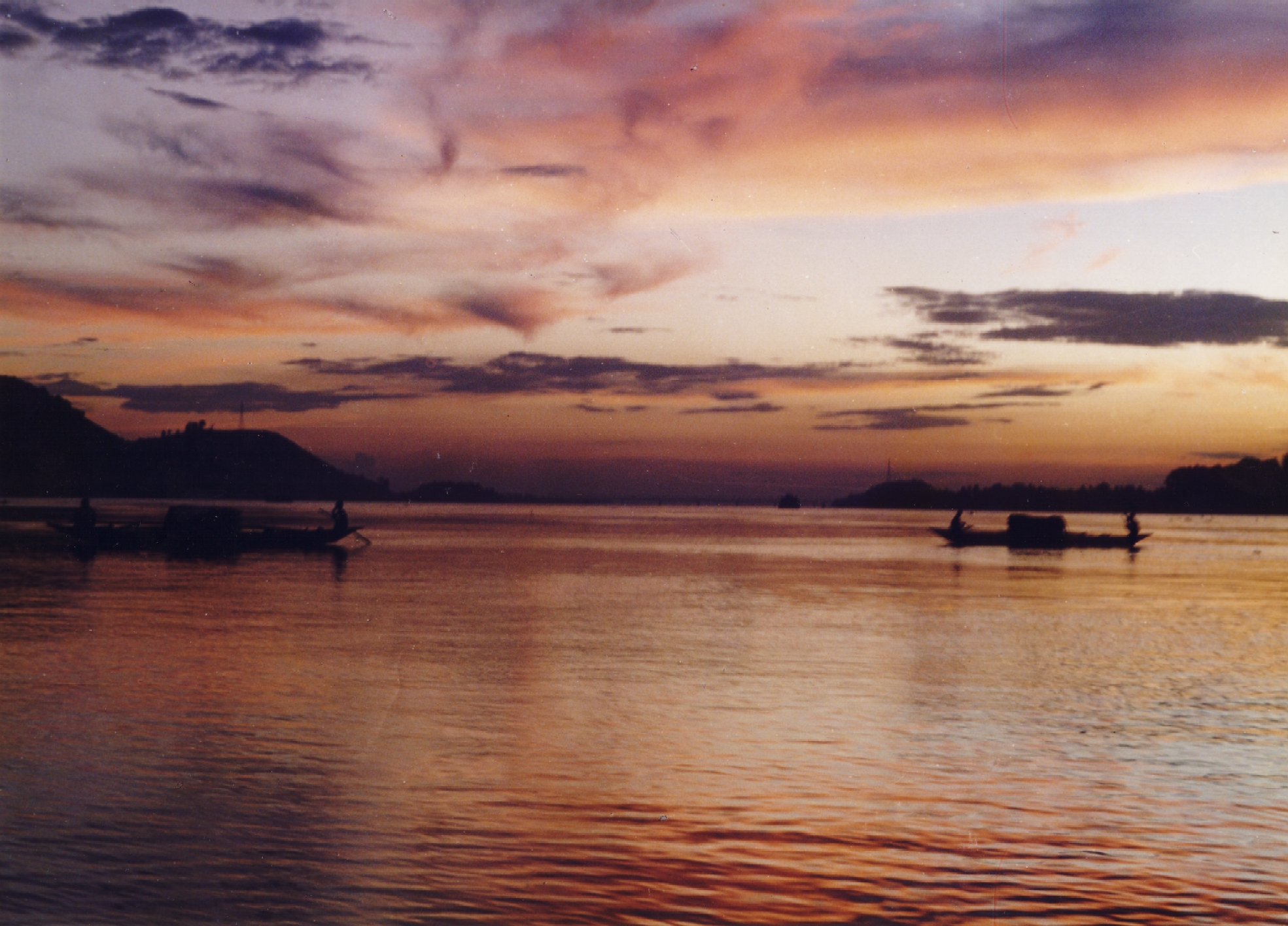
Barcos navegando na Via Navegável Nacional 2, em Guwahati.

A Índia possui uma extensa rede de vias navegáveis interiores, incluindo rios, canais, águas represadas e riachos. O comprimento total navegável é de 14 500 quilômetros (9 000 mi), dos quais cerca de 5 200 km (3 231 mi) de rios e 485 km (301 mi) de canais podem ser usados por embarcações mecanizadas. O transporte de carga por vias navegáveis é subutilizado na Índia em comparação com outros grandes países. O total de carga movida por vias interiores é apenas 0,15% do tráfego interno total, contra 20% na Alemanha e 32% em Bangladesh.
O transporte de carga organizado limita-se a algumas vias em Goa, Bengala Ocidental, Assam e Kerala. A Autoridade de Vias Navegáveis Interiores da Índia (IWAI) é a autoridade estatutária responsável pelas vias navegáveis no país, encarregada de construir infraestrutura, avaliar a viabilidade econômica de novos projetos e administrar e regular o sistema. As seguintes vias foram declaradas Vias Navegáveis Nacionais:
- Via Navegável Nacional 1 [en]: Trecho Prayagraj–Haldia do sistema dos rios Ganga – Bhagirathi [en] – Rio Hooghly, com comprimento total de 1 620 quilômetros (1 000 mi), em 27 de outubro de 1986.[169]
- Via Navegável Nacional 2 [en]: Trecho Saidiya–Dhubri [en] do sistema do Rio Brahmaputra, com comprimento total de 891 quilômetros (550 mi), em 26 de outubro de 1988.[169]
- Via Navegável Nacional 3 [en]: Trecho Coulão–Kottappuram [en] do Canal da Costa Oeste, junto com os canais Champakara e Udyogmandal, com comprimento total de 205 quilômetros (130 mi), em 1 de fevereiro de 1991.[169]
- Via Navegável Nacional 4 [en]: Trechos Bhadrachalam [en]–Rajahmundry [en] e Wazirabad [en]–Vijaywada do sistema dos rios Krishna–Godavari, junto com a rede de canais Kakinada– Pondicherry, com comprimento total de 1 095 km (680 mi), em 24 de novembro de 2008.[170][171]
- Via Navegável Nacional 5 [en]: Trechos Mangalgadi–Paradeep e Talcher–Dhamara do sistema dos rios Mahanadi–Rio Brahmani, junto com o Canal da Costa Leste, com comprimento total de 623 km (390 mi), em 24 de novembro de 2008.[170][171]

## Oleodutos
A Indústria de petróleo e gás da Índia [en] importa 82% de suas necessidades de petróleo e tem como meta reduzir isso para 67% até 2022, substituindo-o por exploração local, energia renovável [en] e etanol combustível indígena (dados de janeiro de 2018).
- Comprimento dos oleodutos para petróleo bruto: 20 000 km (12 427 mi).
- Comprimento dos oleodutos para produtos petrolíferos: 15 000 quilômetros (9 300 mi).

## Transporte por cabo (teleféricos)
O transporte por cabo, comumente conhecido como teleféricos na Índia, está presente principalmente em áreas montanhosas, como em Caxemira. Alguns também são encontrados em parques de diversões, como o Parque Nicco [en] e a Cidade da Ciência [en] em Calcutá.

## Logística
O ranking de Logística na Índia subiu para o 35º lugar em 2016, vindo do 54º em 2014, no Índice de Desempenho Logístico [en] do Banco Mundial. A estratégia do governo visa aumentar a participação do comércio global no PIB da Índia (US$ 2,7 trilhões no ano fiscal de 2017–18) para 40%, sendo metade disso (20% do PIB) proveniente de exportações (dados de janeiro de 2019). O custo da logística na Índia é de 14% do PIB, superior ao de nações desenvolvidas, e as reformas governamentais buscam reduzi-lo para 10% até 2022 (dados de janeiro de 2018). O Ministério do Comércio e Indústria [en] criou uma nova divisão centralizada de logística, em colaboração com Singapura e Japão, para gerenciar o setor, que antes era dividido entre ministérios como ferrovias, rodovias, transporte marítimo e aviação. Para impulsionar as exportações, cada estado terá uma política de exportação e logística, com oficiais nodais designados em nível de distrito (dados de janeiro de 2018).
Há 64 transações e 37 agências governamentais no processo de produção até a exportação. Para melhorar o ranking, a velocidade da logística, a facilidade de fazer negócios e reduzir custos, a Índia está criando um "portal comum online integrado de mercado logístico", que abrangerá todas as transações de produção e exportação, conectando compradores a provedores de serviços logísticos e agências governamentais, como o sistema Icegate do departamento de alfândega, Sistemas Comunitários Portuários, terminais portuários marítimos e aéreos, linhas de navegação, ferrovias, etc. (dados de janeiro de 2018).
Como parte do projeto de desenvolvimento liderado por portos Projeto Sagar Mala [en], avaliado em US$ 125 bilhões, o governo definirá o marco regulatório para os padrões operacionais logísticos dos 300 parques logísticos de portos secos da Índia (depósitos de contêineres interiores ou ICDs), alinhando-os às práticas dos 10 melhores países em logística internacional, para impulsionar exportações, eliminar gargalos na cadeia de suprimentos, reduzir custos de transação, otimizar a combinação logística e estabelecer novos portos secos no modelo hub-and-spoke (dados de janeiro de 2018). Para reduzir os custos logísticos em 10% e as emissões de CO2 em 12%, o governo também está desenvolvendo 35 novos "Parques Logísticos Multimodais" (MMLPs) em 36 anéis rodoviários, que facilitarão 50% da carga movimentada na Índia. Terrenos foram demarcados e estudos de pré-viabilidade estão em andamento para seis desses MMLPs (dados de maio de 2017). A Confederação Indiana das Indústrias [en] (CII) e o governo organizarão uma convenção nacional anual de logística.

## Modernização
Em 1998, a Suprema Corte da Índia emitiu uma diretiva estabelecendo abril de 2001 como prazo para substituir ou converter todos os ônibus, triciclos motorizados e táxis em Deli para o gás natural veicular.
A Corporação de Transporte Rodoviário do Estado de Karnataka foi a primeira empresa estatal de transporte na Índia a utilizar biocombustíveis e combustíveis misturados com etanol. A KSRTC tomou a iniciativa de pesquisar formas alternativas de combustível, experimentando misturas de diesel com biocombustíveis como honge, palma, girassol, amendoim, coco e gergelim. Em 2009, a corporação decidiu promover o uso de ônibus movidos a biocombustível.
Em 2017, o governo anunciou que, até 2030, apenas veículos elétricos seriam vendidos no país. Também foi anunciado que, até 2022, todos os trens seriam elétricos. Em março de 2020, o Governo da Índia suspendeu temporariamente todos os serviços de trens de passageiros, metrôs e ônibus devido à COVID-19.